# 超人ロック
『超人ロック』（ちょうじんロック）は、聖悠紀による日本のSF漫画、およびそれを原作とするラジオドラマ、アニメーション映画、OVA。またその主人公の通称。英題は『LOCKE THE SUPERMAN』（以前は『SUPERMAN LOCKE』や『LOCKE THE ZUPERMAN』の表記もあった。「ZUPERMAN」については下記の年表を参照）。

## 概要
永遠に生き続ける一人の超能力者、通称「超人ロック」の活動を通して語られる、宇宙時代の人類の物語。
聖悠紀が1967年10月に、漫画同人誌の『作画グループ』の肉筆回覧誌で発表したものが初出で、商業誌への進出は1977年。2020年8月の連載休載をもって区切りとするなら、発表・連載期間は52年10か月にわたる。この数字は、1つの作品シリーズとして描かれ続けている漫画としては、『仙人部落』、『碧南一家』、『タンマ君』、『ゴルゴ13』に次ぐ長期作品となった。
当初は主に『週刊少年キング』で連載されていたが、掲載誌を転々とする紆余曲折を経た末、2006年1月までビブロスより『超人ロックSpecial』という専門雑誌形態で刊行された。だが、『超人ロックSpecial』の雑誌形態での販売はNo.14で終了し、2006年3月15日よりweb上での月1回連載（ダウンロード販売）に変更したが、直後に出版社が倒産したことにより、「ライザ第2話」の1回のみとなった。
2004年、『ヤングキングアワーズ』に「冬の虹」を連載開始。以降、いくつかのエピソードを連載している。また、2007年からは『コミックフラッパー』にも別エピソード「エピタフ」を連載開始。以後、連載休止まで10年以上にわたり、学年誌や本誌と増刊号の同時連載を除けば異例の、同一タイトル別出版社2誌同時連載を継続していた。
各エピソードは、単行本1、2冊程度の規模のものが大半で（「聖者の涙」以降、単行本3、4冊におよぶ長期シリーズが増えている）、描かれている年代はばらばらである。
長期シリーズである上に、前述のようにたびたび掲載誌が変更されている影響で、単行本も複数の出版社にまたがって刊行されている。また各エピソードが時系列順に発表されるとは限らないため、シリーズの全体像は複雑になっている。そのため、掲載誌や単行本にストーリー年表が掲載されることがある。しかし、新しいエピソードが発表されるとその前後に位置するエピソードの年代設定を変更して整合性を取ることも多く、作中で語られる年代との間に矛盾が生じている箇所もある。また、「探偵ハント&助手ロック」シリーズは当初は年表に組み込まれていたが、シリーズが続くにつれて他のエピソードとの整合性を取ることが難しくなったため、後に別枠扱いになり、年代設定も削除された。
1994年から2007年にかけて新作とともに、初期作品のリメイクを精力的に描き続けていた。
2022年10月に作者の聖が逝去したため、いくつかの謎や設定について詳細が不明なまま、明確な最終回が描かれることなく絶筆となった。

## 作品年表
1967年
第1作「ニンバスと負の世界」が同人誌で発表される。サブタイトルは単行本化の際に便宜上付けられたもので、実際の作品には書かれていない。
1969年
第2作「この宇宙に愛を」発表。カラーページで初めてロックの本来の姿に色が付けられ、髪の色が緑に決まった。
1971年
第3作「ジュナンの子」が描き下ろしの貸本で発表される。貸本形式とはいえ、初の単行本化となった。
1974年
第4作「コズミックゲーム」発表。作者がプロデビューしてから初めて描かれたエピソード。
1977年
『月刊OUT』（みのり書房）12月号で特集が組まれる。
OUT増刊「ランデヴー」（みのり書房）で「新世界戦隊」を連載。これが初の商業誌連載となる。元はアマチュア時代に描かれていた未発表作品（後に単行本に収録）で、シリーズ初のリメイクでもある。
1979年
『週刊少年キング』（少年画報社）41号より連載開始。
ひろたたけしが中心となって、パイロットフィルムが制作される。原作は「コズミックゲーム」。非公式ながら初のアニメ化となった。
1981年
6月25日、コロムビアからイメージアルバム「ロック組曲『超人ロック』」が発売される（題材は「魔女の世紀」）。以後、各エピソードのイメージアルバムが次々と制作されることになる。
なお、このころから関連商品などで『LOCKE THE ZUPERMAN（ロック・ザ・ズーパーマン）』という英題が使用されている。『ZUPERMAN』とは「スーパーマンより強い」という意味で作られた造語。定着せず、数年後には自然消滅した。
ニッポン放送でラジオドラマを放送。ロックの声が毎回変わるという異例のキャスティングが行われた。
1982年
『週刊少年キング』が5月をもって休刊、8月より隔週刊誌『少年KING』としてリニューアルされ、連載が引き継がれる。
1984年
初の公式アニメ化となる劇場版（原作は「魔女の世紀」）が松竹系で公開される。
1988年
『少年KING』が10月発売の21号をもって休刊。
商業出版としては初の単行本描き下ろし「ソリティア」発表。
1989年
OVA「超人ロック ロードレオン」発売。
1991年
OVA「超人ロック 新世界戦隊」発売。
スコラより、『週刊少年キング』および『少年KING』連載分の単行本の新装版を刊行開始。各エピソードを可能な限り年代順に収録し、加筆を施す。以後の単行本は本版を底本としている。
『月刊OUT』9月号より連載開始。
1995年
『月刊OUT』が5月号をもって休刊。連載中だった「ソード・オブ・ネメシス」は後に単行本の描き下ろしで完結。
『MEGU』（青磁ビブロス、1997年にビブロスに社名変更）創刊準備号に短編「茉莉花」を掲載。創刊号から本格的に連載開始。第1弾「ミラーリング」はOVA制作との同時進行であり、シリーズで初めてアニメ化を前提に描かれた。
1996年
青磁ビブロスより文庫版を刊行開始。スコラ版を基に一部エピソードを追加し、作画グループおよびビブロス以外の出版社で発表されたエピソードのほとんどを網羅した。
文化放送にて、「コズミックゲーム」「炎の虎」のラジオドラマを放送。どちらも放送は前半のみで、後半はその後発売されたCDでのみ聴取可能だった。
1997年
『MEGU』が5月号をもって休刊。連載中だった「猫の散歩引き受けます」は単行本の描き下ろしで完結。
季刊誌『マガジンZERO』（ビブロス）で連載開始。
2000年
専門誌『超人ロックSpecial』（ビブロス）刊行開始。
12月、OVA「超人ロック ミラーリング」発売。
2003年
12月29日、『ヤングキングアワーズ』（少年画報社）で連載開始。第1弾「冬の虹」は、シリーズで初めて西暦の時代を舞台にした、最も現代に近い時期のエピソード。
2006年
1月、『超人ロックSpecial』休刊。
3月15日、初のダウンロード販売として「ライザ」第2話が発表されたが、ビブロスの倒産で中断されることになった。
7月、『アワーズプラス』（少年画報社）で「ライザ」の連載を再開。
11月17日、少年画報社より完全版コミックス（全37巻）を刊行開始。連載当時のカラーページを再現した他、一部のエピソードでは新たに彩色が行われている。同時にメディアファクトリーから、『少年KING』休刊以降に発表されたエピソードの単行本（スコラ、ビブロスから出版されたもの）の新装版を刊行開始。
2007年
4月、『アワーズプラス』休刊。
7月5日、『コミックフラッパー』（メディアファクトリー（現・KADOKAWAメディアファクトリーBC））で連載開始。
2020年
7月、作者の病状の悪化で休載、減ページがちだった「憧憬」(『コミックフラッパー』)が長期の休載に入る。
8月、続けて「カオスブリンガー」(『ヤングキングアワーズ』)も長期の休載(結果として絶筆)に入る。
2022年
12月、作者が10月に他界したことが公表され、中断された2作品の未完が明らかになる。
2023年
4月、第52回「日本漫画家協会賞」文部科学大臣賞を受賞。
6月、聖が残したネームとプロットを基に、元アシスタントの佐々倉咲良が作画した「憧憬」最終話が『コミックフラッパー』7月号に掲載された。作者としては聖の単独名義で、佐々倉は「作画協力」としてクレジットされている。

## ストーリー
近未来から数千年にわたる銀河系を舞台にしたSF。主人公で、不死に限りなく近いエスパーであるロックの成長と活躍を描く。

### ストーリー年表
この年表はコミックフラッパー2010年1月号に掲載された2009年12月版に基づいたものである。上述のように、後に出版されたものは物語の整合性を取るために台詞が書き加えられているものもある。

#### 西暦
- 2049
  - 冬の虹（ヤングキングアワーズ 2004年2-12月号、05年1-12月号、06年1月号）
- 2050
  - クアドラ（ヤングキングアワーズ 2006年5-10月号）
  - クアドラII（ヤングキングアワーズ 2006年11-12月号、07年1-5月号）

#### 宇宙暦
- 0001
  - インフィニット計画（少年KING 1983年23-24号）
- 0144
  - サイバー・ジェノサイド（少年キング 1981年16-24号）
- 0162
  - ロンウォールの嵐（少年キング 1980年38-47号）
- 0163
  - 冬の惑星（少年キング 1980年51-52号、81年1-3号、8号-12号）
- 0245
  - コズミックゲーム（SGシリーズ7(1974年)）
- 0287
  - 炎の虎（少年キング 1979年41-49号）
- 0301
  - 魔女の世紀（少年キング 1980年10-22号）
- 0303
  - 女神と伝説（2000年、OVA「ミラーリング」初回特典）
- 0321
  - 魔女の子供たち（少年キング 1980年10月30日増刊「超人ロックの世界」）
- 0322
  - エスパーなんてこわくない（少年キング 1981年4・5合併号）
- 0326
  - 黄昏の戦士（少年キング 1981年4・5合併-6号）
- 0336
  - ロード・レオン（少年キング 1981年25-34号）
- 0368
  - ELANA-0368-（1991年、OVA「新世界戦隊（前編）」初回特典）※OVAの設定に基づく外伝
- 0375
  - 新世界戦隊（ランデヴー創刊-2号(1977年)、3-5号(78年)）
  - アゼリア（1991年、OVA「新世界戦隊（後編）」初回特典）
- 0376
  - ミラーリング（MEGU 1995年9(創刊）-12月号、96年1-8月号）
- 0377
  - 光の剣（少年キング 1981年26-33号）
- 0379
  - アウター・プラネット（少年キング 1981年36号-45号）
- 0421
  - エネセスの仮面（GROUP 創刊号(1978年)）
- 0450
  - ライザ（超人ロックSpecial Vol.14、ビブロス公式サイトでのダウンロード販売、アワーズプラス2006年9月号、11月号、07年1月号、6月号）
- 0455
  - 星と少年（少年キング 1981年47-54号、82年1・2合併、3号）
- 0459
  - スター・ゲイザー（少年キング 1982年8-19号）
- 0464
  - 星を支配する者（少年キング 1981年6・7合併号）
- 0467
  - REPLAY（1983年、超人ロック愛蔵版「to you」）
- 0468
  - 愚か者の船（少年キング 1982年6月28日増刊 超人ロック特集号1）
- 0472
  - マインド・バスター（少年キング 1982年7月25日増刊 超人ロック特集号2）
- 0474
  - 虚空の戦場（少年KING 1982年創刊-10号、83年1号）
- 0518
  - ムーン・ハンター（少年KING 1983年2-6号）
- 0520
  - 流浪（少年KING 1983年7-11号）
- 0521
  - 流浪　PART2（少年KING 1983年12-16号）
- 0525
  - ソリティア（1989年、ヒットコミックス第38巻）※単行本書描き下ろし
- 0547
  - 円舞曲（ZERO 22号(1998年)）
  - メヌエット（ZERO 23号(1999年)）
  - 狂死曲（ZERO 24号ZERO 23号(1999年)）
  - フィナーレ（ZERO 25号ZERO 23号(1999年)）
- 0568
  - クロノスの罠（少年KING 1983年18-22号）
- 0583
  - 歌姫（1991年、SGコレクション「新世界戦隊」）※単行本描き下ろし
- 0633
  - カル・ダームI世（超人ロックSpecial Vol.14(2006年)）
- 0636
  - エピタフ（コミックフラッパー 2007年8月-12月号、08年1-12月号、09年1-10月号）
- 0677
  - 永遠の旅人（少年KING 1984年1-2号）
- 0689
  - プリムラ（少年KING 1984年3-7号）
- 0724
  - 魔術師の鏡（少年KING 1984年8-12号）
- 0777
  - ソング・オブ・アース（少年KING 1984年14-18号）
- 0796
  - 妖精の森（少年KING 1986年新春増刊号）
- 0805
  - 失われた翼（少年KING 1984年19号-23号）
- 0831
  - シャトレーズ（少年KING 1984年24号-1985年4号）
- 0860
  - アストロレース（少年KING 1985年5号-9号）
- 0871
  - バーミリオン・デザート（少年KING 1983年17号）
- 0883
  - 夢使い〜DREAM MASTER〜（1987年、SGシリーズ第5巻）※単行本描き下ろし
- 0918
  - 超人の死（少年KING 1985年10-17号）
- 0924
  - ダークライオン（少年KING 1985年18-22号）
- 0927
  - 黄金の牙（少年KING 1985年23-24号、86年1号-4号）
- 0930
  - 赤いサーペント（少年KING 1986年号-11号）
- 0932
  - WIZARDOM（ZERO 19号(1998年)）
  - 天空の魔法士（ZERO 20号(1998年)）
  - 公女タニア（ZERO 21号(1998年)）
- 0935
  - 書を守る者（少年KING 1986年12-18号）
  - ファイナル・クエスト（少年KING 1986年-24号、87年1号-2号）
- 0971
  - 闇の王（少年KING 1987年4-11号）
- 0987
  - デスペラード（少年KING 1987年12-19号）
- 0993
  - 邪神降臨（少年KING 1987年20-24号、88年1号-3号）
- 0998
  - 愛しのグィネヴィア（少年KING 1988年4号）
- 1010
  - プリンス・オブ・ファントム（少年KING 1988年5-12号）
- 1026
  - 神童（少年KING 1988年13-20号）
- 1032
  - クランベールの月（MEGU 1996年9-12月号、97年1-2月号）
- 1066
  - 聖者の涙（OUT 1991年9-10月号、92年1-9月号、93年9月増刊号）
  - 聖者の涙　PARTII（OUT 1992年10-12月号、93年1-12月号、94年1-8月号）
- 1073
  - 茉莉花（MEGU 創刊準備号(1995年)）
- 1108
  - ソード・オブ・ネメシス（OUT 1994年9月号-1995年5月号）※未完、後にビブロスより単行本化の際の描き下ろしによって完結
- 1112
  - オメガ（超人ロックSpecial Vol.03-04(2001年)、Vol.05(02年)）
- 1146
  - カデット（超人ロックSpecial Vol.01(2000年)）
- 1147
  - 星辰の門（超人ロックSpecial Vol.02(2001年)）
- 1380
  - 久遠の瞳（超人ロックSpecial Vol.06(2002年)、Vol.07-09(03年)））
- 以下、年代未定
  - 時の倉庫（ZERO 26号(2000年)）
  - 凍てついた星座（ヤングキングアワーズ 2007年6-12月号、08年1-12月号）
  - ロストコロニー（GROUP 100号(2008年)）
  - ニルヴァーナ（ヤングキングアワーズ 2009年1-12月号、10年1-12月号）
  - 嗤う男（コミックフラッパー 2010年1-12月号、11年1-12月号）
  - 風の抱擁（ヤングキングアワーズ 2011年1月号-2014年6月号）
  - ホリーサークル（コミックフラッパー 2012年1月号-2013年6月号）
  - 外伝 暗黒の騎士（月刊ヤングキング 2013年4月号-5月号前後編）
  - 刻（とき）の子供達（コミックフラッパー 2013年7月号-2015年1月号）
  - 外伝 プロトギア（ヤングキングアワーズGH 2013年11月号-12月号前後編）
  - ラフラール（ヤングキングアワーズ 2014年7月号-2016年7月号）
  - ドラゴンズブラッド（コミックフラッパー 2015年2月号-2017年2月号）
  - 鏡の檻（ヤングキングアワーズ 2016年8月号-2019年8月号）
  - ガイアの牙（コミックフラッパー 2017年3月号-2020年1月号）
  - 外伝 流星（ヤングキングアワーズGH 2017年4月号-5月号前後編）
  - 銀河の子（ヤングキングアワーズ 2019年9月号-11月号）
  - カオスブリンガー（ヤングキングアワーズ 2020年1月号-5月号、7月号-9月号、12月号/未完(絶筆)）
  - ロック イン ザ ボックス（コミックフラッパー 2020年4月号-9月号）
  - 憧憬（コミックフラッパー 2020年12月号、21年1月号、2月号、4月号、8月号、23年7月号/最終話のみ作画協力：佐々倉咲良）

#### 探偵ハント&助手ロックシリーズ
- ブレイン・シュリンカー（コミックバーガー 1993年7月号）
  - 旧設定では宇宙暦1011年
- 不死者たち（コミックバーガー 1993年11-12月号）
  - 旧設定では宇宙暦1026年
- 猫の散歩引き受けます（MEGU 1997年3月号-5月号）※未完、後に単行本化の際に描き下ろしを加えて完結
- ひとりぼっちのプリンセス（超人ロックSpecial Vol.10-11（2004年））
- 荒野の騎士（超人ロックSpecial Vol.12-13（2005年））

#### 参考・旧宇宙暦年表
後にリメイクされたエピソード群の年表。かつては上記の年表に組み込まれていたが、「ニンバスと負の世界」のリメイクである「ソード・オブ・ネメシス」が正式に加えられた1996年発表の年表から別枠扱いになり、超人ロックSpecial Vol.05を最後に発表されなくなっている。「ライザ」「新世界戦隊」のオリジナル版など現在の年表から外された作品についても、便宜上こちらにまとめるものとする。
- 0336
  - がんばれ!!キャリアン（1989年、OVA「ロードレオン」1-3初回特典）　※OVA版の設定に基づく外伝
- 0450
  - ライザ（オリジナル版）（別冊10(1977年）、GROUP 2号(79年））
- 1027
  - ニンバスと負の世界（1967年、同人誌）　※「ソード・オブ・ネメシス」にリメイク
- 1067
  - この宇宙に愛を（1968年、同人誌）　※「オメガ」にリメイク
- 1115
  - ジュナンの子（SGシリーズ2(1971年））　※「久遠の瞳」にリメイク
- 年代未定
  - エネセスの仮面（オリジナル版）（SGシリーズ2(1971年））※超人ロックの世界観を紹介するために描かれた超人ロックの登場しない短編。
  - 新世界戦隊（オリジナル版）（SGシリーズ5(1974年））

#### 番外編
- メイキング・オブ・ロック・ザ・スーパーマン（少年キング 1982年20号）

#### 参考作品
- G・ZOO（ギャラクシー・ズー）へようこそ（超人ロックSpecial Vol.11（2004年）、Vol.12-13（05年）、Vol.14（06年））（佐々木淳子による超人ロックのシェアード・ワールド）

## 漫画作品

### 作品リスト（発表順）
母体誌が漫画雑誌でない増刊号は母体誌表記省略。雑誌は発行日ベースで表示のため、発売日と年度が一致しないものもある。

連載期間中は漢字タイトルとカタカナタイトルが交互に付けられることが多い（慣習的なものであり、シリーズが続いたり読み切り短編を挟むなどしてそうなっていないこともある）。
- 1967年
  - ニンバスと負の世界[注釈 3]（ストーリィ作品集21（肉筆回覧同人誌））
- 1968年
  - この宇宙に愛を（ストーリィ作品集25（肉筆回覧同人誌））
- 1971年
  - ジュナンの子（貸本向単行本描き下ろし）（SGシリーズ 2）
  - エネセスの仮面（オリジナル版）（貸本向単行本描き下ろし）（SGシリーズ 2）
- 1974年
  - 新世界戦隊（オリジナル版）（貸本向単行本SGシリーズ 5）（1970年制作持ち込み原稿）
  - コズミック・ゲーム（貸本向単行本描き下ろし）（SGシリーズ7）
- 1977年
  - 新世界戦隊（全5回）（月刊OUT別冊『ランデヴー』 1-2号、3-5号(78年)
  - ライザ（オリジナル版）（別冊10、79年GROUP 2号(79年)[注釈 4]）
- 1978年
  - エネセスの仮面（読み切り）（GROUP 創刊号）
- 1979年
  - 【第1話】炎の虎（全9回）（『少年キング』 41-49号[注釈 5]）
- 1980年
  - 【第2話】魔女の世紀（全13回）（『少年キング』 10-22号）
  - 【第3話】ロード・レオン（全10回）（『少年キング』 25-34号）
  - 【第4話】ロンウォールの嵐（全10回）（『少年キング』 38-47号）
  - 【番外編】魔女の子供たち（読み切り）（『少年キング』 10月30日増刊 超人ロックの世界）
  - 【第5話】冬の惑星（全10回）（『少年キング』 51-52号、81年1-3号、8-12号）
- 1981年
  - 【番外編】エスパーなんてこわくない（読み切り）（『少年キング』 4・5合併号）
  - 【特別番外編】星を支配する者（読み切り）（『少年キング』 6・7合併号）
  - 【第6話】サイバー・ジェノサイド（全9回）（『少年キング』 16-24号）
  - 【第7話】光の剣（全8回）（『少年キング』 26-33号）
  - 【第8話】アウター・プラネット（全10回）（『少年キング』 36-45号）
  - 【第9話】星と少年（全10回）（『少年キング』 47-54号、82年1・2合併、3号）
- 1982年
  - 【特別編】黄昏の戦士（前後編）（『少年キング』 4・5合併-6号）
  - 【第10話】スター・ゲイザー（全12回）（『少年キング』 8-19号）
  - 【番外編】メイキング・オブ・ロック・ザ・スーパーマン（読み切り）（『少年キング』 20号）
  - 【特別編】愚か者の船（読み切り）（『少年キング』 6月28日増刊 超人ロック特集号1）
  - 【特別編】マインド・バスター（読み切り）（『少年キング』 7月25日増刊超人ロック特集号2）
  - 【第11話】虚空の戦場（全11回）（『少年KING』 創刊-10号、83年1号[注釈 6]）
- 1983年
  - 【第12話】ムーン・ハンター（全5回）（『少年KING』 2-6号）
  - 【第13話】流浪（全5回）（『少年KING』 7-11号）
  - 【第14話】流浪 PART2（全5回）（『少年KING』 12-16号）
  - 【SPECIAL・STORY】REPLAY（描き下ろし）（超人ロック愛蔵版 to you）
  - 【特別編】バーミリオン・デザート（読み切り）（『少年KING』 17号）
  - 【第15話】クロノスの罠（全5回）（『少年KING』 18-22号）
  - 【第16話】インフィニット計画（前後編）（『少年KING』 23-24号[注釈 7]）
- 1984年
  - 【第17話】永遠の旅人（前後編）（『少年KING』 1-2号）
  - 【第18話】プリムラ（全5回）（『少年KING』 3-7号）
  - 【第19話】魔術師の鏡（全5回）（『少年KING』 8-12号）
  - 【第20話】ソング・オブ・アース（全5回）（『少年KING』 14-18号）
  - 【第21話】失われた翼（全5回）（『少年KING』 19-23号）
  - 【第22話】シャトレーズ（全5回）（『少年KING』 24号、85年1-4号）
- 1985年
  - 【第23話】アストロレース（全5回）（『少年KING』 5-9号）
  - 【第24話】超人の死（全8回）（『少年KING』 10-17号）
  - 【第25話】ダークライオン（全5回）（『少年KING』 18-22号）
  - 【第26話】黄金の牙（全6回）（『少年KING』 23-24号、86年1-4号）
- 1986年
  - 【超人ロック★SPECIAL】妖精の森（読み切り）（『少年KING』 新春増刊号）
  - 【第27話】赤いサーペント（全7回）（『少年KING』 5-11号）
  - 【第28話】書を守る者（全7回）（『少年KING』 12-18号）
  - 【第29話】ファイナル・クエスト（全8回）（『少年KING』 19-24号、87年1号-2号）
- 1987年
  - 【第30話】闇の王（全8回）（『少年KING』 4-11号）
  - 夢使い-DREAM MASTER-（単行本描き下ろし）（SGシリーズ第5巻）
  - 【第31話】デスペラード（全8回）（『少年KING』 12-19号）
  - 【第32話】邪神降臨（全8回）（『少年KING』 20-24号、88年1号-3号）
- 1988年
  - 【特別読み切り】愛しのグィネヴィア（読み切り）（『少年KING』 4号）
  - 【第33話】プリンス・オブ・ファントム（全8回）（『少年KING』 5-12号）
  - 【第34話】神童（全8回）（『少年KING』 13-20号）
- 1989年
  - 【第35話】ソリティア（単行本描き下ろし、発表時に話数表記なし。便宜上のナンバリング）（ヒットコミックス第38巻）
  - がんばれ!!キャリアン 第1話「特命」（OVAロードレオン1初回特典）（OVA版の設定に基づく外伝）
  - がんばれ!!!キャリアン 第2話「出発」（OVAロードレオン2初回特典）
  - がんばれ!!!!!キャリアン 第3話「接触」（OVAロードレオン3初回特典）
- 1991年
  - 歌姫（単行本描き下ろし）（SGコレクション 新世界戦隊）
  - 聖者の涙（全11回＋1）（OUT9-10月号、92年1-9月号、92年9月増刊号）
  - ELANA-0368-（新世界戦隊・外伝）(描き下ろし）（OVA新世界戦隊1 初回特典）（OVAの設定に基づく外伝）
  - アゼリア（新世界戦隊・外伝II）(描き下ろし）（OVA新世界戦隊2 初回特典）
- 1992年
  - 聖者の涙 PARTII[注釈 8]（全23回）（OUT 10-12月号、93年1-12月号、94年1-8月号）
- 1993年
  - ブレイン・シュリンカー（読み切り）（『コミックバーガー』 7月号）
  - 不死者たち（前後編）（『コミックバーガー』 11-12月号）
- 1994年
  - ソード・オブ・ネメシス[注釈 9]（全9回＋単行本描き下ろし[注釈 10]）（OUT」9-12月号、95年1-5月号（休刊））
- 1995年
  - 茉莉花（読み切り）（『MEGU』 創刊準備号）
  - ミラーリング（全12回）（『MEGU』9（創刊）-12月号、96年1-8月号）
- 1996年
  - クランベールの月（全6回）（『MEGU』 9-12月号、97年1-2月号）
- 1997年
  - 猫の散歩引き受けます（全3回＋単行本描き下ろし[注釈 10]）（MEGU 3-5月号（休刊））
- 1998年
  - WIZARDOM（読み切り[注釈 11]）（ZERO 19号）
  - 天空の魔法士（読み切り[注釈 11]）（ZERO 20号）
  - 公女タニア（読み切り[注釈 11]）（ZERO 21号）
  - 円舞曲（読み切り[注釈 11]）（ZERO 22号）
- 1999年
  - メヌエット（読み切り[注釈 11]）（ZERO 23号）
  - 狂死曲（読み切り[注釈 11]）（ZERO 24号）
  - フィナーレ（読み切り[注釈 11]）（ZERO 25号）
  - 時の倉庫（読み切り[注釈 11]）（ZERO 26号）
- 2000年
  - カデット（描き下ろし[注釈 12]）（『超人ロックSpecial』 Vol.01[注釈 13]）
  - 女神と伝説（描き下ろし）（OVAミラーリング 初回特典）
- 2001年
  - 星辰の門（描き下ろし[注釈 12]）（『超人ロックSpecial』 Vol.02[注釈 13]）
  - オメガ（全3回）（『超人ロックSpecial』 Vol.03-04、Vol.05[注釈 13](02年)）（この宇宙に愛を リメイク）
- 2002年
  - 久遠の瞳（全4回）（『超人ロックSpecial』 Vol.06、Vol.07-09[注釈 13](03年)）（ジュナンの子 リメイク）
- 2004年
  - 冬の虹（全24回）（『ヤングキングアワーズ  2月-12月号、05年1月号-12月号、06年1月号）
  - ひとりぼっちのプリンセス（前後編）（『超人ロックSpecial』 Vol.10-11[注釈 13]）
- 2005年
  - 荒野の騎士（前後編）（『超人ロックSpecial』 Vol.12-13[注釈 13]）
- 2006年
  - ライザ（全6回）（『超人ロックSpecial』 Vol.14[注釈 13]、ビブロス公式サイトダウンロード販売、『アワーズプラス』 9月号、11月号、07年1月号、6月号 ）
  - カル・ダームI世（読み切り）（『超人ロックSpecial』 Vol.14[注釈 13]）
  - クアドラ（全6回）（『ヤングキングアワーズ』  5-10月号）
  - クアドラII（全7回）（『ヤングキングアワーズ』  11-12月号、07年1-5月号）
- 2007年
  - 凍てついた星座（全19回）（『ヤングキングアワーズ』 6-12月号、08年1-12月号）
  - エピタフ（全27回）（『コミックフラッパー』 2007年8月-12月号、08年1-12月号、09年1-10月号）
- 2008年
  - ロストコロニー[注釈 14]（読み切り）（GROUP 100号）
- 2009年
  - ニルヴァーナ（全24回）（『ヤングキングアワーズ』 1-12月号、10年1-12月号）
- 2010年
  - 嗤う男（全24回）（『コミックフラッパー』 1-12月号、11年1-12月号）
- 2011年
  - 風の抱擁（全42回）（『ヤングキングアワーズ』 1月号-14年6月号）
- 2012年
  - ホリーサークル（全18回）（『コミックフラッパー』 1-12月号、13年1-6月号）
- 2013年
  - 外伝 暗黒の騎士（全2回）（『月刊ヤングキング』 4-5月号）
  - 刻の子供達（全18回）（『コミックフラッパー』 7-12月号、14年1,3-12月号、15年1月号[注釈 15]）
  - 外伝 プロトギア（全2回）（『ヤングキングアワーズGH』 11-12月号）
- 2014年
  - ラフラール（全24回）（『ヤングキングアワーズ』 7-10,12月号、15年1-12月号、16年1-7月号[注釈 15]）
- 2015年
  - ドラゴンズブラッド（全25回）（『コミックフラッパー』 2月号-12月号、16年1-12月号、17年1-2月号）
- 2016年
  - 鏡の檻（『ヤングキングアワーズ』 8-12月号、17年1-12月号、18年1月号、18年2-6月号まで休載[4]、18年7-19年8月号）
- 2017年
  - ガイアの牙（『コミックフラッパー』 3-5,7月号-12月号、18年1月号、18年2-6月号まで休載[4]、18年7-20年1月号）
  - 外伝 流星（ヤングキングアワーズGH 2017年4月号-5月号前後編）
- 2019年
  - 銀河の子（全3回）（『ヤングキングアワーズ』 9-11月号）
  - カオスブリンガー（ヤングキングアワーズ 2020年1月号-5月号、7月号-9月号、12月号/未完(絶筆)）
- 2020年
  - ロック イン ザ ボックス（『コミックフラッパー』 2020年4月号-9月号）
  - 憧憬（コミックフラッパー 2020年12月号、21年1月号、2月号、4月号、8月号、23年7月号/最終話のみ作画協力：佐々倉咲良）

### 掲載誌
- ストーリィ作品集（作画グループの肉筆回覧同人誌）
- SGシリーズ（作画グループ、後にSG企画）
- GROUP（作画グループ、後にSG企画）
- 月刊OUT増刊号 ランデヴー（みのり書房）
- 週刊少年キング（少年画報社）
- 隔週刊少年KING（少年画報社）
- 月刊OUT（みのり書房）
- 月刊コミックバーガー（スコラ）
- 月刊MEGU（青磁ビブロス、後のビブロス）
- 季刊MAGAZINE ZERO（ビブロス）
- 超人ロックSpecial（ビブロス）
  - 雑誌名通りの超人ロックの書き下ろしとENCYCLOPEDIA、読者コーナーなどの企画ものを載せた雑誌形態本。
  - 当初、漫画はロックの200頁描き下ろしのみだったが、Vol.11より100頁になり、こやま基夫、佐々木淳子がゲスト連載が加わる。
  - MAGAZINE BE×BOXの増刊として発売されたが、その後カラフルBee増刊、カラフルPUREGIRL増刊、小説B-boy増刊を経て、MAGAZINE BE×BOX増刊のVol.14に戻って休刊、続きはビブロスのWebで連載された。
- 月刊ヤングキングアワーズ（少年画報社）
- 隔月刊ヤングキングアワーズプラス（少年画報社）
- 月刊コミックフラッパー（メディアファクトリー→KADOKAWA）
- 月刊ヤングキング→月刊ヤングキングアワーズGH（少年画報社）
  - 前後編程度の短編「超人ロック外伝」を不定期に掲載

### 単行本
- SAKUGA GROUPシリーズ（SG企画）
  1. ニンバスと負の世界
  2. この宇宙に愛を ※絶版
  3. ジュナンの子 ※絶版
  4. コズミック・ゲーム
  5. ライザ（オリジナル版）（『エネセスの仮面』『夢使い〜DREAM MASTER〜』『新世界戦隊（オリジナル版）』併録） ※絶版
※上記はeBookJapanより電子書籍として入手可
- SGコレクション（SG企画）
  - 新世界戦隊（全1巻、「歌姫」「愛しのグィネヴィア」併録） ※絶版
- PAPER MOON COMMICS（新書館）
  - 超人ロック 新世界戦隊/アキラ・ミオ大漂流（アキラ・ミオ大漂流は作画グループ合作）※絶版
- 超人ロック ヒットコミックス版 少年画報社
  - 1-38巻。週刊少年キング、隔週刊少年KINGで連載された作品を順次刊行した物。38巻に掲載された『ソリティア』は描き下ろし。1998年少年KINGが休刊したため、後継の創刊マンガ誌への連載移行までのつなぎとして、きりのよい40巻までの描きおろし形態での刊行が計画されたが、新創刊誌の読者対象が低年齢層へシフトしたため、ラインナップから外れた。他誌への移籍と版権の移動を視野に入れることとなり、一作で中止、39巻へつづくという予告は幻のものとなった。
- 超人ロック 愛蔵版 バーガーSCSP スコラ社 
  - 全19巻。コミックバーガーで「ブレインシュリンカー」や「不死者たち」が連載された時期に刊行された。各エピソードを原則として時系列に沿って収録し、その合間に位置する未収録エピソードはダイジェストで紹介。ヒットコミックス版に若干の加筆・修正も行われている。
- 超人ロック ブレイン・シュリンカー編 バーガーSC DELUX スコラ社
  - 全1巻。コミックバーガーの読切2編（「ブレイン・シュリンカー」「不死者たち」）を纏めた物。 ※絶版
- 超人ロック 文庫版 ビブロス
  - 全27巻。ビブロスの雑誌で作品が発表されていた時期に刊行された。スコラ版に一部エピソードを追加収録。
- 完全版「KING LEGEND」（少年画報社）
  - 全37巻。1-12をSERIES I、13-24をSERIES II、25-37をSERIES IIIとわけている。ヒットコミックス版を底本とし、カラーページが再現されている。
    1. 炎の虎（「REPLAY」、新連載予告併録）
    2. 魔女の世紀
    3. ロード・レオン
    4. ロンウォールの嵐
    5. 冬の惑星
    6. サイバー・ジェノサイド（「メイキング・オブ・ロック・ザ・スーパーマン」併録）
    7. 光の剣（「魔女の子供たち」併録）
    8. アウター・プラネット
    9. 星と少年（「愛しのグィネヴィア」併録）
    10. スターゲイザー
    11. 黄昏の戦士（「エスパーなんてこわくない」「星を支配する者」「バーミリオン・デザート」併録）
    12. 愚か者の船／マインド・バスター
    13. 虚空の戦場（前編）
    14. 虚空の戦場（後編）
    15. ムーン・ハンター
    16. 流浪 PART I
    17. 流浪 PART II
    18. クロノスの罠
    19. 永遠の旅人（「インフィニット計画」併録）
    20. プリムラ
    21. 魔術師の鏡
    22. ソング・オブ・アース
    23. 失われた翼
    24. シャトレーズ
    25. アストロレース
    26. 超人の死（前編）
    27. 超人の死（後編）（「妖精の森」併録）
    28. ダークライオン
    29. 黄金の牙
    30. 赤いサーペント
    31. 書を守る者
    32. ファイナル・クエスト
    33. 闇の王
    34. デスペラード
    35. 邪神降臨
    36. プリンス・オブ・ファントム
    37. 神童

- MFコミックス（メディアファクトリー） - スコラ、ビブロスから刊行された物の再刊行。
  - 聖者の涙（全3巻）
  - ミラーリング（全2巻）
  - ブレインシュリンカー／不死者たち（全1巻）
  - ソード・オブ・ネメシス（全3巻）
  - クランベールの月（全1巻）
  - 猫の散歩引き受けます（全1巻）
  - 天空の魔法士（全1巻、「WIZARDOM」「天空の魔法士」「公女タニア」「妖精の森」「茉莉花」収録）
  - メヌエット（全1巻、「円舞曲」「メヌエット」「狂死曲」「フィナーレ」収録）
  - カデット（全1巻）
  - 星辰の門（全1巻）
  - オメガ（全3巻）
  - 久遠の瞳（全3巻）
  - ひとりぼっちのプリンセス（全1巻）
  - 荒野の騎士（全1巻）

- MFコミックス フラッパーシリーズ（メディアファクトリー）
  - エピタフ（全4巻、4巻には「カル・ダームI世」を併録）
  - 嗤う男（全4巻）
  - ホリーサークル（全3巻）
  - 刻（とき）の子供達（全3巻）
  - ドラゴンズブラッド（全4巻）
  - ガイアの牙（全3巻）
  - 憧憬（全1巻、「ロック イン ザ ボックス」「憧憬」収録）

- YKコミックス（少年画報社）
  - 冬の虹（全4巻）
  - クアドラ（全1巻）
  - クアドラII（全1巻）
  - ライザ（リメイク版）（全1巻）
  - 凍てついた星座（全3巻）
  - ニルヴァーナ（全4巻）
  - 風の抱擁（全7巻）
  - ラフラール（全4巻）
  - 鏡の檻（全5巻、3巻に「ロストコロニー」、5巻に「銀河の子」を併録）
  - 超人ロック外伝（全1巻）
    - 外伝作品「暗黒の騎士」「プロトギア」「流星」を収録。

  - 超人ロック異聞（全1巻）
    - シリーズ50周年を記念した企画のひとつ「超人ロックトリビュート」を纏めたもの。太田垣康男、佐藤マコト、黒丸、大井昌和、鈴木小波、環望、大石まさる、やまむらはじめの8人の作家が描いた各作品と「夢使い-DREAM MASTER-」を収録。

  - 超人ロックClassic（上・下巻） - 2019年11-12月に週刊少年キングからの連載開始40周年を記念してSG企画版を再編集して刊行。
    - 上巻：「ニンバスと負の世界」「この宇宙に愛を」「エネセスの仮面」「ライザ（オリジナル版）」
    - 下巻：「ジュナンの子」「コズミックゲーム」「新世界戦隊（オリジナル版）」「夢使い」

- YKベスト（少年画報社）
  - 収録内容は完全版を底本としている。
    1. 炎の虎・魔女の世紀（新連載予告を併録）
    2. 光の剣・アウタープラネット（「ラフラール」の冒頭部分を併録）

#### 単行本が絶版になったもの
- エネセスの仮面（オリジナル版）
  - 超人ロックの世界観を紹介するために描かれた超人ロックの登場しない短編、超人ロックが登場するものにリメイクされたためシリーズ正史には含まれず、「超人ロックClassic（上巻）」に扉絵と本編1ページのみが収録された。
- ソリティア
  - ヒットコミックス版38巻として描き下ろしで刊行され、スコラ版、ビブロス文庫版には収録された。しかし完全版には含まれず、単独での刊行もされていない。
- がんばれ!!キャリアン（全3話）
  - OVAロードレオン解説書に掲載されたOVAオリジナルキャラクターを主人公にした物語で、原作漫画のシリーズ正史には含まれない。公式の単行本としては[注釈 16]ビブロス文庫版にのみ収録。
- ELANA-0368-
  - OVA新世界戦隊1解説書に掲載された物語で、「がんばれ!!キャリアン」と同様、原作漫画のシリーズ正史には含まれない。公式の単行本としては[注釈 16]ビブロス文庫版にのみ収録。
- アゼリア
  - OVA新世界戦隊2解説書に掲載された物語。「がんばれ!!キャリアン」とは異なり、原作漫画のシリーズ正史にも含まれる。公式の単行本としては[注釈 16]ビブロス文庫版にのみ収録。
- G・ZOO（ギャラクシー・ズー）へようこそ
  - 佐々木淳子によるシェアード・ワールド。

#### 単行本未収録
- 時の倉庫
- 女神と伝説

### 他・関連本
- PAPER MOON COMMICS（新書館）
超人ロックカラーアルバム、超人ロック大全集（ストーリーと名場面）、聖悠紀カラーアルバム、インタビュー、短編コミックなど
  - 超人ロックの世界PART I・聖悠紀 1979年4月5日 （ジュピター再掲載）
  - 超人ロックの世界PART II・聖悠紀 1980年9月20日 （スカイホークダンディ登場再掲載）
  - 超人ロックの世界PART III・聖悠紀 1981年7月20日 （新世界戦隊（オリジナル版カラー）、サウンドラブ組み合わせ方教えます再掲載）
- Sakuga groupシリーズ（SG企画）
  - 超人ロックの謎 - 所謂謎本ではあるが、SG企画からの発売のため聖悠紀をはじめ関係者が回答をしているほか、漫画本編の一部が挿し絵として使われるなど、公認扱い。バンダイビジュアル発売のOVAの特典である「がんばれ!!キャリアン」、「ELANA-0368-」、「アゼリア」を非公式ながら単行本初収録。

## アニメ
2020年現在、4度アニメ化されている。

### パイロットフィルム
原作は『コズミックゲーム』。1979年制作。
当時学生だったひろたたけしが中心となって制作された、自主制作の8mmフィルム。劇場版がDVD化された際、公認扱いで映像特典として収録された。

### 劇場版
原作は『魔女の世紀』。1984年3月11日に松竹系にて公開された。同時上映は『未来少年コナン特別篇　巨大機ギガントの復活』。ジェシカ役の潘恵子がパーソナリティーを務めるニッポン放送「潘恵子 占星ショナルロック」にて作品の情報が伝えられた。

#### キャスト
- ロック - 難波圭一
- リュウ・ヤマキ - 安原義人
- ジェシカ - 潘恵子
- コーネリア - 藤田淑子
- ラムセス教授 - 柴田秀勝
- レディーカーン - 中西妙子

#### スタッフ
- 監督：福富博
- 脚本：大和屋竺
- 作画監督：白梅進
- 音楽：淡海悟郎
- 主題歌：「星のストレンジャー」
  - 作詞：康珍化／作曲：鈴木キサブロー／編曲：川村栄二／歌：STR!X
- 挿入歌：「RAINBOW BRIDGE」
  - 作詞：康珍化／作曲：鈴木キサブロー／編曲：川村栄二／歌：STR!X & 堀江美都子
- 制作：日本アニメーション

### OVA・ロードレオン
1989年にOVA化された。
オープニング映像には、『ロードレオン』以外の各シリーズの主要キャラクターも多数登場している。

#### キャスト（OVA・ロードレオン）
- ロック - 飛田展男
- ロード・レオン - 池田秀一
- フローラ・レイン - 堀江美都子
- グレート・ジョーグ - 納谷悟朗
- アルバート・キャリアン - 堀内賢雄
- ドク - 藤本譲

#### スタッフ（OVA・ロードレオン）
- 監督：石黒昇
- 脚本：ひろたたけし
- 作画監督：関野昌弘
- 音楽：石川恵樹
- オープニングテーマ：「TRY TO BELIEVE」
  - 作詞：竜真知子／作曲・編曲：石川恵樹／歌：五十嵐寿也
- エンディングテーマ：「遠いオーロラ」
  - 作詞：竜真知子／作曲：鈴木キサブロー／編曲：川村栄二／歌：長尾由起子
- 制作：日本アニメーション

#### サブタイトル
1. 機械仕掛けの手を持つ男
2. 対決の超能力者
3. 青い目のフローラ

### OVA・新世界戦隊
1991年にOVA化された。
当初は単行本に封入されたアニメ化アンケートの結果に従い「光の剣」をアニメ化する予定だったが、ニアとランのことを説明する必要があると判断され、企画は「新世界戦隊」と「光の剣」の二部構成へと変更された。しかし、それでは時間が足りないという理由で、最終的に「新世界戦隊」のみがアニメ化されることとなった。
「長編を前編と後編に分割する」というコンセプトから、山場が後編に集中する形になっている。また、「真空の宇宙空間では音が伝わらない」という事実を表現するため、宇宙空間のシーンでは意図的に効果音を付けないという演出になった。

#### キャスト（OVA・新世界戦隊）
- ロック - 飛田展男
- エノ - 玄田哲章
- ニア、エレナ - 本多知恵子
- アゼリア - 鷹森淑乃
- ウモス - 島田敏
- ラン - 佐々木望
- キャリアン - 堀内賢雄
- 長官 - 小宮和枝
- ツアー - 屋良有作
- エリカ - かないみか
- オペレーター - 檜山修之
- パイロット - 高木渉

#### スタッフ（OVA・新世界戦隊）
- 監督、脚本：ひろたたけし
- キャラクターデザイン：関野昌弘
- 作画監督：重田敦司
- 音楽：長谷川智樹
- 主題歌：「ELANA」
  - 作詞：ひろたたけし／作曲：林哲司／編曲：長谷川智樹／歌：斉藤小百合
- 制作：日本アニメーション

### OVA・ミラーリング
2000年にOVA化された。
当初は1996年発売の予定で、一度MEGU誌上での予約も行われた。しかし制作が大幅に遅れ、完成の目途が立たなかったため、予約取り消しという事態となった。聖悠紀は後に「超人ロックSpecial Vol.1」で「完成するまでの間にオリンピックが2回もあった」と笑いながらコメントしている。
シリーズで初めて最初からメディアミックスを前提にしており、漫画版の連載とOVAの制作が同時期に開始された。また、最初からDVDで発売されたシリーズ初の作品となった。

#### キャスト（OVA・ミラーリング）
- ロック - 鈴村健一
- ラン・スヴェンセン - 岩永哲哉
- ニア、エレナ - 今井由香
- ネオン - 速水奨

#### スタッフ（OVA・ミラーリング）
- クリエイティブプロデューサー：ひろたたけし
- 脚本：小出克彦
- 演出：五月女有作
- キャラクターデザイン：羽山淳一
- 作画監督：もりやまゆうじ
- 主題歌：「LOST WORLD」
  - 作詞・作曲：林真史／歌：沢田知可子
- アニメーション制作：SIDO LIMITED

## 小説
劇場版の公開に合わせて、『魔女の世紀』のノベライズ版が1984年3月15日に発売された。執筆は金春智子。聖悠紀自らイラストを書き下ろし、コメントを寄せている。

## ラジオドラマ

### ニッポン放送
1982年から1983年にかけて『オールナイトニッポンスペシャル』などの特番として放送された後、1983年10月から1984年3月にかけて「連続ラジオコミック」と題して月曜日から金曜日の帯でレギュラー放送が行われた。なお、ドラマ本編は月曜日から木曜日にかけて放送され、金曜日はナレーターである富山敬によるディスクジョッキーであった。

#### キャスト（ラジオドラマ・ニッポン放送）
- ロック - 古谷徹、松野達也 他
- バレンシュタイン大佐 - 家弓家正
- エーリカ - 潘恵子
- レイザーク - 田中崇
- ロード・レオン -曽我部和恭
- リュウ・ヤマキ -玄田哲章
- ケン・ヤマキ 　-水島裕
- ハルナ・ヤマキ -雪野ゆき
- 聖母ルゥ　　　 -杉山佳寿子
- ナレーター　　 -富山敬

### 文化放送
1996年7月から同年8月にかけ、『L女子学園放送室』にてコズミックゲームと炎の虎が放送された。
どちらも前半のみを3回に分けて放送。その後、後半を含めた完全版がCDで発売された。原作では瓜二つという設定のリアンナとマリアンを同一キャストという形で表現している。

#### キャスト（ラジオドラマ・文化放送）
全作共通
- ロック - 緑川光
- リアンナ・ミゴール、マリアン・リュイス - 氷上恭子
- バレンシュタイン - 大塚明夫
- ナレーション - 神谷明

コズミックゲーム
- エリカ - 櫻井智
- ミゴール将軍 - 青木欽隆
- レイザーク - 小室正幸
- ジェフ - 林延年
- ユーリィー - 三木眞一郎
- 農夫 - 津田英三
- 農婦 - 江沢昌子

炎の虎
- アマゾナ - 水谷優子
- ゼノン公ヌール - 大塚芳忠
- ヴォルフ - 大川透
- 宇宙海賊A - 小形満
- 執事 - 永野広一
- 暗黒騎士A - 船津俊雄

#### スタッフ（ラジオドラマ・文化放送）
- 脚本：渡辺麻美
- 音楽：亀山耕一郎

## コミックドラマ

### BS11
2012年1月13日放送「真・週刊コミックTV+」第40回放送にて、「ニルヴァーナ」が放送された。コミックの画面にあわせて、声優が声をあてるというもの。

#### キャスト（コミックドラマ）
- ロック - 柿原徹也
- グラフ・ラヴェンドラ - 川島得愛
- シルフ・バナールカ - 寺谷美香
- ニナ - 幸田夏穂
- ジャヌイア・オニール - 山崎健太郎
- オニール・ラモン - 田尻浩章
- 敵1 - 森田了介
- 敵2 - 西山宏太朗

#### スタッフ（コミックドラマ）
- 演出：伊藤巧
- サウンドミマサー：なしもとりょうこ
- サウンドエディター：宮本賢人、平野延平

#### テーマ曲
「The End begins」
作詞：マイクスギヤマ／作曲：澤口和彦
歌唱：AKINO with bless4

## イメージアルバム、サウンドトラック
すべて日本コロムビアより発売。
1. ロック組曲 超人ロック[注釈 17]　【AF-7050】
2. 超人ロック 炎の虎　【CX-7046】

音声ドラマ(女海賊アマゾナ(声:藤田淑子)主観の物語)とキャラクターテーマ歌曲、インスト曲にて構成。
1. 超人ロック ロード・レオン　【CX-7059】
2. 超人ロック コズミック・ゲーム　【CX-7084】
3. 超人ロック 光の剣　【CX-7174】
4. 超人ロック ロンウォールの嵐　【CX-7508】
5. 超人ロック DiGiTALTRiP SYNTHESIZIERFANTASY　【CX-7510】
6. 超人ロック [音楽集]（劇場版サウンドトラック）　【CX-7142】
7. 超人ロック ロード・レオン（OVAサウンドトラック）
8. 超人ロック 新世界戦隊（OVAサウンドトラック）

## 登場人物一覧

### 主な登場人物
ロック
主人公。永遠の命を持ち、不可能なことはなにもないと言われる伝説のエスパー。人呼んで、超人ロック。時代や場所によって有名だったり無名だったり、神として扱われていたこともある。様々な場面で銀河の歴史に干渉してしまうが、それでも自分はただの人間だと主張する。苗字は時代や場所によって異なり、「伝説の超人」として知られると共に苗字を名乗らなくなっている。
相手のエスパーの超能力を読み取り、自分の能力として使用するラーニング能力に優れている。作中、敵となったエスパーに敗れる場面が幾度か描かれているが、次回以後の戦いではそのエスパーが持つ能力を吸収し、より大きな力で返したり、かつて得た能力と組み合わせるなどして勝利する。また、代謝を早めて若返る力があるが、それが限界になるほど肉体が老いると、しばしば赤ん坊まで戻って再生（後述）を行い、生命の永続化を図っている。作中、若返りの能力を有するものは何人もおり、医療の一環となって社会にも溶け込んでいるが、やり直しともいえる独特の若返り能力を持つのはロックだけで、何体も登場したクローンたちにも、この能力は備わっていない。また、他者を（無垢な状態まで）若返らせることもでき、今までに幾人もの敵エスパーを生まれ変わらせてきているが、再び敵に回るケースも少なくない。
超人と言われるもう1つの由来は、第2段階（セカンド・フェーズ）と呼ばれる極限の状況まで追い込まれた際に発動する狂戦士状態で、攻撃能力が惑星を破壊できるほどに大幅にアップするが、理性を失っているため敵味方見境なくなってしまい、しばしば都市を丸ごと破壊する。ロックが人里を離れて生活することを好むのはこのため。また、催眠暗示などのマインド攻撃に少し弱い一方、普通の超能力者を苦しめるジャマー攻撃などには、後年のエピソードでは耐性があってほとんど利かない。長い年月を生きているため様々な経験を通じて知識や技術を蓄えており、「超能力なし」の状況でも大抵のことは無難にこなす器用さを持つ。格闘技術などは本職にはおよばないが、ロックがエスパーだと知っている人が驚くほど強い。
姿形、性別、年齢を自由自在に変えられるが、本来のロックは黄緑の髪が前頭部から背後に流れ、前髪が顔にかかる特徴的な髪型の男性。瞳の色は原作では一定しておらず、金色や紫など絵によって異なるが、アニメ版では金色に統一されている。外見年齢は作品によって異なるが思春期の少年から30に満たない青年であることが圧倒的に多い。また成人や年配者の姿のときは、別人の姿をコピーしている場合も多い。女性に変身して生活するときは記憶を封印していることもある。配偶者がいるときもあるが、ロックの姿のときは特に恋愛に奥手で、片思いや悲恋が多い。また、何千年生きていても、クローン以外に実子はいない。ただし事情で血縁でない未成年者を「実親」や「師匠」の立場で育てることはある。作品によっては登場時に、ロックであることを明かさなかったり、別人になりすましたり、別人がロックを名乗ったりするため、作中では、しばしば誰が超人ロックであるかが謎のひとつとして提示される。今のところロックが別人の姿でロックを名乗っていることはない（妻の年に合わせて年老いた姿のロックでいたことはある）。
ロック自身は、世界と歴史を達観しながらも静かに生活することを望み隠遁生活に逃げ込むことが多いが、ロックを狙う者やその力を求める者などによって愛する隣人が傷つけられ、戦いに巻き込まれていくのが常である。初期の作品では怒りに任せて激高し敵を超能力で圧倒する場面も見られたが、後期の作品ではあまり感情を表に出さず冷静沈着に行動しながら敵に迫る場面が増えるなど、作品の発表時期によってやや異なる性格を見せることもある。また、誰が相手でも基本的に平等に接し、多くの人物から父母や師と同等の存在として慕われることも多いが、逆にそのことでロックを嫌う人物もいる。
『ソード・オブ・ネメシス』では、立場上は民間人でありながら、連邦内のほぼ全ての主要施設のパスを所持している。
正式な身分は銀河連邦軍退役軍人。最終階級は准将で、医師や取得するだけで数10年掛かる星間弁護士の資格をもつ。作中では治癒能力を持つエスパーが医師になることは珍しくないとされており、特に若返りやクローニングに関しては現役医師から一目置かれる存在である。旧連邦、銀河連邦のいずれでも身分は認められている。作品によっては復役して軍事作戦に参加することもあるほか、軍のエスパーの訓練教官を務めたこともある。
旧連邦から帝国期に開発され、新連邦以降は失われた知識・技術を持っているが基本的に表には出さず、学者・技術者として活動する場合は「農産物の品種改良」などをしている。
ライザ（またはリーザ、ごく稀にイライザ）
ロックが変装するときに良く使う女性のマトリクス。本当のライザは『ライザ』『夢使い〜DREAM MASTER〜』などにロックの見る幻としてわずかに登場したのみで、その姿と「ライザ」という名前以外の詳細は不明。
この姿で「母」として赤ん坊まで若返らせた人物を一児の親になるまで育てたこともある。
超人ロック（偽者）
『ライザ』『魔女の世紀』『永遠の旅人』『聖者の涙』などに登場。
時代を問わず「伝説の超人」となったロックを騙る者たち。特定の一人ではなく、単に詐称しているだけの者から、それなりの能力を持つ者まで様々だが、いずれも自分の力を誇示したがる傾向にある。
『敵』
時おり、ロックの前に現われて敵対する正体不明の「意思」。「ロックという存在」と対になっており、倒されても違う存在として、幾度となく復活してロックと戦う。具体的にはプリンス・オブ・ファントムが自ら認めている他、かつて邪神ヌーム、カルダーム（何世かは不明）、グルニ（ン）ベルグ、レイザーク、ニオス（名前のみの登場）らだったことを証言している。「がらくた」のせいでロックに会えなかった時やロックの仲間だった時もあると語っているが、それが誰のことなのか、「がらくた」が何なのかは不明。
特徴としては最初は理性的でカリスマを持つ存在だが、ロックと戦う内に「ロックを倒す（殺す）」こと以外に興味を持たなくなる。

### 正史および外伝

#### 西暦〜太陽系連合時代
王志明（ワン・スーミン）
『冬の虹』『クアドラ』『クアドラII』に登場。
もっとも早い年代のエピソード（冬の虹）においてロックが出会ったスキャナー（作中の当時におけるエスパーの呼称）。C国の超能力者研究施設「寺」に所属する少女。
彼女のサイコキネシスをロックは「見よう見まね」で使いこなせるようになった。
アンドリュー・C・マッケイ、サヒブ・シン、ジェイク・デビッド
『冬の虹』『クアドラ』『クアドラII』に登場。
スカイリフト社と契約している民間警備会社・ハイランド警備のスタッフでロックの同僚。ロックがSASにいたころから付き合いのある者やロックのスキャナーという立場に激昂する者もいるなど、気のいい奴らである。
ユージン・カマタ
『冬の虹』『クアドラ』『クアドラII』に登場。
スカイリフト社副社長。
オレンジ / ケイト・ロンウォール
『冬の虹』『クアドラ』『クアドラII』に登場。
軌道エレベータを開発するスカイリフト社の技術研究者。ロックや王のサイコキネシスを解析し、反重力の基礎理論および反重力装置を開発した。また、作中でESPジャマーや超光速飛行の基礎理論をも組み上げているらしき描写がある。
タチアナ・クリチコフ
『冬の虹』『クアドラ』『クアドラII』に登場。
ロシア軍所属のスキャナー。催眠ガスなどの気体を念動で固め、対象の鼻先で炸裂させるのが得意。
楊邦雄
『冬の虹』『クアドラ』『クアドラII』に登場。
C国の新任情報局長・湖将軍の部下で特殊部隊員。国内の自治区で起きた内乱鎮圧時に村ひとつを皆殺しにした。戦闘時には完全に条件反射レベルで行動するためテレパシーでは行動が読めない。
リデル・ウォン
『冬の虹』『クアドラ』『クアドラII』に登場。
C国の超能力者研究施設「寺」に所属する少女。HK市出身だが親からの愛情も受けず動物と志明だけに心を開いていた。
マクミラン夫妻
『クロノスの罠』『インフィニット計画』に登場。
ロックの養父母。11年前に起きた原因不明の事故現場で発見された赤ん坊を引き取った。ロックを確保する工作でガニメデの研究所へ出向が命じられる。自身の能力を自覚したロックによって記憶を操作される。
ケント・ロンウォール
『クロノスの罠』『インフィニット計画』に登場。
宇宙開発公団理事で、太陽系外植民計画「インフィニット計画」の立案者。スキャナーの影武者がおり、ロックの確保を画策する。
イリーナ・マルケロフ
『クロノスの罠』『インフィニット計画』に登場。
「インフィニット計画」で地球時代のロックが会ったスキャナー。元ヨーロッパ連合に所属していたが、息子を研究材料にされたことで離反した。超光速飛行技術の実用化を危険視する企業の依頼でインフィニット1の破壊工作を行う。
彼女は代謝機能調節による治癒や若返りをロックの前で披露し、ロックを驚かせた。
マチコ・グレース
『サイバー・ジェノサイド』『プロトギア』に登場。
ロックの義姉。サイバー開発者で、ロックにも研究を手伝わせた。
ペデルセン補佐官
『サイバー・ジェノサイド』に登場。
軍関係者で、マチコの研究を後押ししていた。
レムス
『サイバー・ジェノサイド』に登場。
マチコがサイバーのテストをするために秘密に育てていた、脳と脊髄の一部だけしかない人間。マチコには体を作るつもりがないと知ったロックが、マチコに秘密で体を作った。
暴走して反乱を起こしたサイバーの鎮圧に駆り出されるが、その中で自身も暴走の兆候を見せていた。他のサイバーたちと共に死んだと思われたが、後に人工皮膚を失い機械の体がむき出しの状態で生存していたことが判明。この時には完全に暴走しており、マチコの説得にも（自分が利用されていただけだと気づいたこともあり）耳を貸さず、彼女を殺害し、その様子を目撃したロックに倒された。
ジュリアス・フレイ
『サイバー・ジェノサイド』『ロンウォールの嵐』『冬の惑星』に登場。
コンピュータ技術者。マチコのサイバー開発助手で、ロックがレムスの体を作るのを手伝った。後に植民惑星ロンウォールに移民、独立運動のリーダーとなり、ロックとは18年ぶりの再会を果たす。ロックの活躍により独立を勝ち取るが、程なく地球政府（連合政府）により暗殺される。
サントス知事
『ロンウォールの嵐』に登場。
ロンウォール知事。独立運動に手を焼いていた。
エレーヌ・バーンスタイン
『ロンウォールの嵐』『冬の惑星』に登場。
独立運動のメンバーで、ロックが運動に参加してからは行動をともにしていた。
ビクトル・フォン・ストロハイム
『サイバー・ジェノサイド』『プロトギア』『ロンウォールの嵐』『冬の惑星』に登場。
連合軍大佐で、ヘルダイバー隊隊長。「死神ストロハイム」の異名で恐れられていた。ゲリラ化したロンウォールの独立運動を鎮圧するために地球から派遣された。後にヘルダイバー隊を壊滅させたロックに復讐するため軍の秘密兵器「ニケ」を盗み出す。
アルフレッド・クラウス
『冬の惑星』に登場。
死亡したジュリアスの代理に選ばれた人物。連合を利用して、かつての同志を粛清した。さらに連邦から受け入れた移民を冷凍状態のまま蘇生させず、事故を装って死亡させている。
ウイルヘルム・カトー
『冬の惑星』に登場。
連合軍中佐。クラウス議長との交渉役としてロンウォールに派遣された。任務としてクラウスに手を貸すが、そのやり方に強く憤る。

#### 第一次銀河連邦時代
レイザーク
『コズミックゲーム』に登場。
一夜にして植民惑星ディナールの皇帝となり、地球軍に戦いを挑んだ。
エリカ
『コズミックゲーム』に登場。
惑星ディナールでレジスタンス活動している少女。その正体は、皇帝レイザークを操るエスパー。元祖超人。名前の表記はSG企画版では「エリカ」「エーリカ」の二つが混在していたが、ビブロスコミック文庫に収録される際、手描きの部分も含めて修正され「エリカ」に統一された。
なお、ロックはエリカからテレポートをラーニングした。
バレンシュタイン
『コズミックゲーム』『炎の虎』『魔女の世紀』『女神と伝説』に登場。
初登場時は地球軍大佐。後に将軍、情報局長官に。早くからエスパーに注目していた人物でディナールとの戦争中にロックと出会い、その後もロックを追い続けた。
リアンナ・ミゴール
『コズミックゲーム』に登場。
ディナール戦争時の銀河連邦軍のミゴール将軍の愛娘。子供の姿で放浪中のロックと出会い世話を焼くことに。エリカの核兵器による無差別攻撃の犠牲となり、生き残ったものの高レベルの放射能に長時間さらされたためにロックでも治療不可能となる。エリカを倒して力尽きたロックに、その能力を危険視したバレンシュタイン大佐が「ロボトミー手術」を施した際、激しく反対した。
ロックが唯一心を開いた（心を許せる）女性であるとロック関連の雑誌などで語られている。
マリアン・リュイス
『炎の虎』に登場。
連邦軍少尉で、バレンシュタインの部下。リアンナ・ミゴールに生き写しで、ロックが唯一心を開いた彼女に似ていることを理由に、バレンシュタインからロックの監視命令を受ける。その任務中にアマゾナの事件にまきこまれた。
アマゾナ
『炎の虎』『暗黒の騎士』に登場。
宇宙海賊、通称「炎の虎」。強力なエスパー。ヌールの依頼で惑星マイアの領主ゼノン公の宇宙船を攻撃した際、流れ弾がロックの暮らしていた付近に落下、都市ひとつが吹き飛ぶ惨事となる。しかしヌールの裏切りで部下たちを失い、復讐を誓う。
ロックが頻繁に使用するサイコ・スピアは、彼女からラーニングしたもの。
ゼノン公ヌール
『炎の虎』に登場。
惑星マイアの領主で、先代のゼノン公である伯父を謀殺してその座についた。更に手を下したアマゾナ一味の抹殺を図る。
ヴォルフ
『炎の虎』『暗黒の騎士』に登場。
傭兵「暗黒騎士団」団長。ヌールの依頼でロック、アマゾナと戦った。元々は連邦軍人で新型歩兵装甲のテストパイロット。試作段階だったニューロン接続方式の機体がサイバー法に抵触したため表向きは開発中止、実際には連邦の下請けとして設立された傭兵団団長となる。
フリード
『暗黒の騎士』に登場。
暗黒騎士団のNo.9。ロックと戦うために対艦用フォーメーションを組むが、機体が機能不全を起こしたため、パージされ待機を命じられる。元々は民間人だったがテロに巻き込まれ負傷する。病院は満杯で祖父が暗黒騎士団の整備と補給を担っていたことから空いていた騎士に繋いで生命維持をした際、騎士にマスターとして認められた。ヴォルフから騎士となるかの選択を与えられ入団した。
仲間が敗れたことから現地に移動しロックと戦うも敗れる。意識を取り戻した時には身体が再生された状態で祖父の元にいた。祖父からは機体との接続も切れて五体満足な身体になったのだからやり直せと言われるが、ヴォルフが自分の父親だったと知り、「9番目の暗黒の騎士」として生きることを決める。
レディ・カーン
『魔女の世紀』に登場。
カーン財閥総帥。自分に忠実なエスパーを道具とし、千年王国（ミレニアム）の建国を目指す。ロックに接触したが協力を拒まれ、以後、ロックの抹殺を画策する。
リュウ・ヤマキ
『魔女の世紀』『女神と伝説』『黄昏の戦士』『エスパーなんてこわくない』『がんばれ!!キャリアン』『ロード・レオン』に登場。
バレンシュタインの後任で歴代最年少の銀河連邦軍情報局長官。ロックと敵対的立場にあったバレンシュタインとは異なり友好的な協力関係を築き、以降にロックが銀河連邦と共闘する先駆けを作った。ロックにミレニアムの調査を依頼し以後友人となる。自身はエスパーではないため超能力に恐れを抱くこともあるが、「存在するものは受け入れなければならない」というリアリストで、エスパーに対しても「同じ人間同士」として接する。後にジェシカと結婚し、双子のケン、ハルナをもうける。
その業績は大きく話題にもことかかなったのか、後の世では彼を題材にした映像作品も作られている。
アメリア / ジェシカ・オーリン
『魔女の世紀』『女神と伝説』『魔女の子供たち』『黄昏の戦士』『エスパーなんてこわくない』に登場。
超能力分解という特殊な超能力を持つ。ロックの暗殺目的でレディ・カーンに目をつけられ、幼少時にロックへの憎しみを植え付けられた後、ESP開発教育を受ける。
コーネリア・プリム
『魔女の世紀』に登場。
レディ・カーンの部下で、ミレニアムの「闘士」であるエスパー。ジェシカの教育係をつとめ、後にはエスパー部隊を率いてロックと戦った。
ルウ
『魔女の世紀』『エスパーなんてこわくない』に登場。
ミレニアムの本拠地「アステロイド・カーン」に潜入したロック、ヤマキ長官が出会った女性。レディ・カーンに仕えるエスパー「聖母」の長で、後に惑星アルマでミレニアム再興を企てる。自分が反社会的な活動をしていたのは棚に上げて、幸福に暮らすジェシカのことを激しく憎んでいた。
ケン・ヤマキ、ハルナ・ヤマキ
『魔女の子供たち』『黄昏の戦士』『エスパーなんてこわくない』『がんばれ!キャリアン』に登場。
ヤマキ長官とジェシカの子。双子の兄妹。ジェシカは二人に自分のような危険な能力がないかを心配し、ロックに見極めを頼んだが、大した超能力はもっていなかった。登場するたびに悪人に捕まってロックに助けられたりもした。『がんばれ!!キャリアン』では、キャリアンに協力してロックの行方を突き止めた。
黄昏の戦士（トワイライトウォリアーズ）のボス
『黄昏の戦士』に登場。
宇宙海賊団「黄昏の戦士」（トワイライトウォリアーズ）を率いる、エスパーでかわいい男の子大好きの女ボス（本名不詳）。連邦から強奪した超兵器「ニケ マークIV」を使い惑星トアの政府を恐喝し、ヤマキ長官の指揮する連邦軍と交戦した。
後にケンとハルナの兄妹を捕らえるが、逃亡したケンらを「ニケ」で追跡の際、ハイパー・ドライブに巻き込まれたショックで精神崩壊を起こした。なお、彼女のキャラデザインや性格は『くるくるパッX』に登場するセーベ姫その物である。
ハルキ・フジシマ
『黄昏の戦士』に登場。
「黄昏の戦士」に乗艦を破壊され、宇宙を漂流していたヤマキ長官を救助した人物。自称天才科学者。生き別れの義妹「なつみ」を捜し、多次元宇宙を旅するオンボロ宇宙船「さまよえる黄金の戦士」（これも自称）の船長。
作者の初期の代表作『黄金の戦士』からのゲスト出演だが、自己紹介時でヤマキらに「黄昏の戦士」と間違えられ、「黄金です。おーごん。金、きん！」と連呼するギャグキャラ扱いにされていた。実際は世界感が異なる作品の登場人物であり、オリジナル人物とは別人と考えるのが妥当だが、ハルキは『黄金の戦士』の結末で実際に時空を飛び越えているので、本人では無いとも断言は出来ない。
なつみ
『黄昏の戦士』に登場。
ハルキが探し求めていた義妹「なつみ」だと、ハルキが思い込んでいる人物（ゆえに、本当に「なつみ」という名であるかは不明。自己紹介では「ナツミ・レヴィア」を名乗っているが）。病院船でハルキら一行の前に現れ、再会を喜ぶハルキを催眠ガスで捕縛する。
その正体は精神病院の医師であり、ハルキは「自分が伝説のヒーローだと思い込んでいる」妄想を抱いている彼女の担当患者であった。ハルキ収容直後に、黄昏の戦士のボスも彼女の元へと運ばれてくる。
アルバート・キャリアン
『がんばれ!!キャリアン』『ロード・レオン（OVA版）』『ELANA』『新世界戦隊（OVA版）』に登場。
OVAのオリジナルキャラクターで、連邦の情報局員。ロード・レオン事件の調査のため、ヤマキ長官の命を受けてロックに協力を要請した。ケンとは以前からの知り合い。ハルナ曰く「ほっとけない感じ」で、結構もてるらしい。後に『連邦軍超能力者概要』を執筆する。
ロード・レオン / ライオット・アレクセイ
『ロード・レオン』『アウター・プラネット』に登場。
宇宙海賊、エスパーであり、サイバー。ジョーグ・ロトを付け狙う。ヤマキ長官の依頼で調査に乗り出したロックを幻覚やエネルギー吸収球、さらには巨大化といった超能力で苦しめた。ロックとの死闘の果てに赤ん坊に戻され、人生をやり直すことになる。
『アウター・プラネット』ではその赤ん坊が成長し「ライオット・アレクセイ」として再登場。星間企業ギャラクシーフライヤーズに所属するエスパーとなっていた。ラフノールの存在を知り、20万人のエスパーを社で独占することを思いついた。
ロックは彼からエネルギー吸収球をラーニングしている。
フローラ・レイン
『ロード・レオン』に登場。
「ロード・レオン」の妹であり、「ライオット・アレクセイ」の養母。幼少の時にジョーグ・ロトの部下によって盲目にされて過酷ないじめの中を過ごし、長じた後は惑星セレンで教師をしていた。宇宙暦年表には0339年（ロード・レオン事件の3年後）に事故死したという記述があり、『アウター・プラネット』では、名前は語られていないがそのことに言及されている。
グレート・ジョーグ / ジョーグ・ロト
『ロード・レオン』に登場。
星間企業体アストリス・コンツェルンの総帥。かつてロンジット鉱山を手に入れるためにレオンとフローラの両親を殺害した。また両親殺害を見てしまったレオンとフローラに重傷を負わせた。部下に命じてレオンの両腕・両脚を切断、またフローラの眉間にハンドブラスターを撃ち込み失明させ、自分に報復できないようにするという姑息で残忍な男でもある。原作ではレオンへの恐怖からショック死する。OVA版では生き延びるが、3年後、過去の罪状を調べ上げたキャリアンによって逮捕された。
ドク
『ロード・レオン』に登場。
免許を取り上げられた医師だが腕は確か。かつて瀕死のレオンとフローラを救い、以後レオンのサイバー部分のメンテナンスを続ける。レオンの復讐には反対していた。
アゼリア / アゼリア・ラトウィック
『新世界戦隊』『アウター・プラネット』『アゼリア』『ミラーリング』に登場。
女優。超能力は、たしなむ程度。「皇帝計画」の際にロックと出会う。接触テレパス能力者。『ミラーリング』では撮影中の事故で治療タンクに入っていたため、ネオンによる2度目の「皇帝計画」には巻き込まれずに済んだ。。
ラン / ラン・スヴェンセン / ロドス・モルク・ラン
『新世界戦隊』『ミラーリング』『光の剣』『アウター・プラネット』『スター・ゲイザー』に登場。
コンピュータに関する天才少年で、銀河連邦のコンピュータ「エレナ」の開発者。エスパーがエレナの障害となりうるために「皇帝計画」によって彼らを一斉に排除しようとした。実は自身も潜在的エスパーであり、2度目の皇帝計画では排除対象にふくまれた。「ラフノール」をグルンベルクの手から奪還した後にニアと結婚し、その王となる。
ニア
『新世界戦隊』『ミラーリング』『光の剣』『アウター・プラネット』『スター・ゲイザー』に登場。
惑星ラフノールの王女であったが「グルンベルク」の手を逃れて銀河連邦に逃亡する。その途中、「皇帝計画」に巻き込まれロックとランに出会う。テレポーター。
エノ
『新世界戦隊』に登場。
「皇帝計画」でロックと同時に集められたエスパーの一人。エスパーの能力を見抜くことができた（アニメ版では能力にサイコキネシスが追加されている）。
エレナ / ネオン
『新世界戦隊』『ミラーリング』に登場。
ランが開発し銀河連邦の中枢コンピュータに組み込まれた、人格を持つ管理プログラム。オリジナルは『新世界戦隊』で破壊され、『ミラーリング』にはバックアップが登場した。エスパーの行動が予測できないため指示する人間の存在が不可欠で、オリジナルはランを、バックアップはキャスを指示者とした。
ツアー（ロシア語で皇帝の意）
『新世界戦隊』『ミラーリング』に登場。
エスパーだけの独立国家を唱える謎のエスパー。その正体は、エレナに洗脳された「皇帝計画」の囮役（に与えられる称号）。エレナに操られて2万人のエスパーを集めた。2度目の「皇帝計画」ではロックがこの役（ツアール）を務める羽目に。
キャス / カサンドラ・アル・ハッサン
『ミラーリング』に登場。
お尋ね者「カサンドラとバーコフ」の片割れで、ハッカー。旧友のエリアル曰く「本物の天才」。エレナのバックアップを発見、これを修復、起動したために再び「皇帝計画」が実行されることに。
スタン / スタニスラフ・バーコフ
『ミラーリング』に登場。
お尋ね者「カサンドラとバーコフ」の片割れで、元0Gレスルチャンピオン。ESPがいっさい効かない。兄を廃人にされたためエスパーを激しく憎んでいた。0G格闘に特化したプロで、エレナを止めにきたロックと戦い、圧倒した。ESPなし格闘ならロックに勝てると思っていたが、その後1Gでの格闘ではあっさりロックに倒された。
アーネスト・エイブル
『ミラーリング』に登場。
連邦軍大佐、情報部部長。もともと「カサンドラとバーコフ」を追っていた人物で、再起動したエレナの対処をすることに。
エリアル・グラント
『ミラーリング』に登場。
エイブル大佐の部下。エレナの破壊を試みる。カサンドラとは旧知の間柄でお互いを認めていた。学生時代に最優秀者の証、「ミラーリング」を受けている。
グルンベルク
『光の剣』『スター・ゲイザー』に登場。
ラフノール司祭長で強力な超能力者。前国王（ニアの父）を殺害してラフノールを支配していたが、ニアの帰還を予見し星外へ刺客を差し向ける。ロック、ランとの戦いとその後の宇宙漂流で、人間の形状をとどめない有機体となりながらも、超能力と執念で生命を維持していた。
クラウ・ロニ
『光の剣』に登場。
ラフノールの「行者」でグルンベルクの配下。惑星オプタでロック、ランと暮らしていたニアを発見、殺害を試みる。なお、ロニ一族は変身能力を特技としており、戦いに敗れたときには相手の顔を写し取って死んでいった。
セルガ・ロニ
『光の剣』に登場。
クラウ・ロニの弟。兄の任務を引き継ぎ、ラフノールに潜入したロックらと戦った。
エルミ
『光の剣』に登場。
かつてラフノールを恐怖に陥れた殺人鬼。強力なエスパーで、ロックと同様見た目どおりの年齢ではない。グルンベルクに捕らえられていたが、解放を条件としてロックと戦った。なお、外見は幼女であるが性別が不明である。
ヴェルト・ニム
『光の剣』に登場。
前ラフノール司祭長でニアの知己の老人。グルンベルグに地位を追われ、雪山に隠者として暮らしていたが、ラン、ロックらと偶然に出会い、ランの超能力を訓練し、彼に精神力の大切さを説いた。
フランシス
『アウター・プラネット』『スター・ゲイザー』に登場。
連邦軍大尉でエスパー。不審な動きのあったギャラクシーフライヤーズ社を内偵中、偶然にロックを発見し捕獲を試みた。やがてロックに惹かれ、また連邦軍から道具として扱われることに嫌気がさしたため軍を裏切り「ラフノール」へ逃亡。その後、事故によって肉体が植物状態になり、精神のみの存在、聖霊フランとしてラフノールの「鏡の間」で修行者を導く役に。
「鏡の間」で聖霊フランが入っていた「鏡」は後にロックも作れるようになる。
トーマス・M・ダンディ
『ライザ』に登場。
連邦軍情報局局長で大佐。現場叩き上げらしく部下が使えないと自分自身が出張って行ってしまう直情型。「ガイスト」による超人ロックのDNAサンプル入手に端を発する事件に（休暇にかこつけて）自ら調査を開始する。
ガイスト
『ライザ』に登場。
元は連邦軍に所属していたという犯罪エスパー。マトリクスのコピー能力を持ち、とある故買屋が手に入れた「超人ロックのDNAサンプル」を奪い取る。それによってロックの容姿を手に入れるが「力」も手に入れようと脳の一部まで改変した結果、「力」に囚われ暴走を始める。
カルビン・カモミール
『ライザ』に登場。
非合法薬物を扱うブローカー。ガイストを「超人ロック」と認めて接近してくる。真性のマゾヒストで命の危険に触れることに楽しみを見出す。
アーメッド・サル
『ライザ』に登場。
カルビンのスポンサーで辺境で非合法事業で稼ぐ成金。快楽追求主義者で中年の男だったが、妙齢の美女に性転換した。
ラグ・ヤハト
『星と少年』『スター・ゲイザー』『マインド・バスター』『虚空の戦場』に登場。
少年時にエスパーハンターに狙われたことを切っ掛けに、自らの持つ超能力の暴走を止められずに苦しんでいたところをロックに助けられ、行動を共にすることに。後にレマと共に「ラフノール」に定住するが、ラフノールがジオイド弾により破壊された後は放浪する羽目になる。最終的にはレマ共々UAIビルでオクタヴィアスに殺される。
ジュール
『星と少年』に登場。
スラムで暮らす孤児のリーダー。行き倒れたラグを拾い、対立集団に囚われた自分を助けてくれた恩もあって仲間として受け入れた。ラグの超能力を知り、戦力になるとの打算もあったがラグを探しに企業から派遣されたエスパーと戦って死んだ。
キャプテン・ノーム
『星と少年』に登場。
エスパーで構成された海賊船・エクスカリバーの船長。たまたま行き会ったラグを拾うが、混乱したラグのテレパシーで周囲のパトロール船が集まってきてしまい、ラグの内通と勘違いして攻撃を仕掛け、暴走したラグに殺される。
ウォン博士
『スター・ゲイザー』に登場。
連邦軍に所属し兵器開発の天才と呼ばれていた科学者。ラフノールに復讐を期すグルンベルクに暗示をかけられて配下となっていた。亜空間フィールドの開発者で、のちに連邦崩壊の引き金となるジオイド弾もウォン博士が考案したもの。
レマ
『スター・ゲイザー』『マインド・バスター』『マインド・バスター』『虚空の戦場』に登場。
ラフノールで修行していた少女。ロニ一族の血をひくため変身能力が使える。その能力を見抜いた聖霊フランにより、セレンの連邦軍基地に囚われたロックとラグを救うために派遣される。
クミ・ニールセン
『愚か者の船』『虚空の戦場』に登場。
銀河巡航船ペネロープIIでレマ、ロックと乗り合わせたジャーナリスト。潜在的には強力なESPを持っていたようだが、本人に自覚が無いためにほとんど使われることがなかった。造船会社の不正を調査していたため、命を狙われていた。後、汎銀河戦争時には軍事産業総合体UAIについての調査中にロックと再会して協力を得た。ピューリッツァー賞を受賞している。
ドメニコ・ルスカ
『愚か者の船』『虚空の戦場』に登場。
クミを始末するためにペネロープIIに乗り込んだ、エスパー専門の殺し屋。別口の船内テロによる危機からクミと互いに助け合って和解し、事件終息後に逮捕される。汎銀河戦争時には探偵に商売変えしており、クミのUAI調査にロックと共に協力した。
オーギュスト・ロイド
『愚か者の船』に登場。
テロ集団「インナークロス」のメンバー。ペネロープIIを破壊しようとする。
ライガー教授
『愚か者の船』『マインド・バスター』に登場。
元はロンウォール大学で社会学を教えていたが、突然銀河を救う使命に目覚めてテロ集団「インナークロス」を結成した。銀河コンピュータの設計者。恒星間銀河戦争による人類滅亡の可能性を避けるため、存在する全ての宇宙船を破壊しなければならぬという偽りの思想をナガトをはじめエスパーたちに語り、賛同した彼らに自らの計画を遂行させる一方、銀河連邦に属する惑星をジオイド弾によって破壊、汎銀河戦争を引き起こし最終的に連邦そのものを崩壊させた。
人間という存在をまったく信用しておらず、人間を支配することを最終目的とした銀河コンピュータを作った。ナガトは「最低のクズ野郎。だが洞察力は本物」と評した。
ナガト
『マインド・バスター』『虚空の戦場』『ムーン・ハンター』『流浪』『流浪 PART2』に登場。
ロックに接触し、ライガー教授の計画に協力を求めたエスパーで、元・銀河連邦軍人。だが自身もライガー教授の真の目的は知らされておらず、利用されていた。汎銀河戦争によって混乱した銀河の再建を目指し、手に入れた銀河コンピュータと名門オーリック家の入り婿となることでその勢力を足がかりとして銀河帝国初代皇帝となった。後に「エスパーコントローラー」で操られ、帝国の乗っ取りに利用され死亡したかに見えたが、実は自身のクローンとすり替わって生きていた。その後記憶を消され『流浪』シリーズでは別の姿で登場する。

#### 汎銀河戦争〜銀河帝国時代
オクタヴィアス
『虚空の戦場』に登場。
軍事産業総合体UAIの社長でエスパー。汎銀河戦争時、各勢力に兵器を売りつけて戦争を続けさせることにより莫大な利益を上げていた。その影響力は連邦にもおよび、無視できない勢力となってきたナガトの星間共和国（帝国の前身）を攻撃させた。自社で開発した対エスパー白兵戦スーツでラグとレマを殺害、ロックを圧倒した。若返りをしていたが、ロックの機転でスーツの機能を逆利用して本来の年齢に戻されそのまま朽ち果てた。
ナナ
『虚空の戦場』に登場。
放浪していたラグとレマが惑星テネロで出会ったエスパー。テネロ壊滅後、コンピューターにより生み出され育てられていたロックのクローン。外の世界を知りたがっていた。
テオ、ロザンナ、アデル、ソイ
『虚空の戦場』『流浪』に登場。
ナナと一緒にいたロックのクローン達。名前はナナと同じく番号しかなく、それぞれ「ク（9）」「ニイゴ（25）」「ニイハチ（28）」「サンイチ（31）」と呼び合っていた。ラグとレマによってテネロから連れ出され、惑星スラグで暮らしていたが、同惑星でUAIのエスパーと戦うロックを感じ取り救援に駆けつけた。テネロにいた時は遺伝子操作されていたのか少々非人間的な性別不詳の外見だったが、ラグたちと共に暮らす際にレマからマトリクスの提供を受け、普段はロックが昔出会ったエスパーの姿をしている。成長していく過程で女性的要素の強かったアデルとロザンナは女性の、テオとソイは男性のマトリクスを与えられている。
『流浪』で、ロザンナとソイは一緒に、テオ、アデルは別々に生活していたが、アデルとソイはクローンとしての寿命から老衰死した。
リューブ
『ムーン・ハンター』に登場。
グールと呼ばれる蛮族的な貧民の少年。エスパー。「エスパーコントローラー」のことを調べていたロックと出会う。当初は自分の名前程度しか満足に話すことができなかったが、ロックに同行するうちに語彙は増えていった。後に大成して「賢者」と呼ばれるようになった。子孫には「電子使い」と呼ばれる特殊なエスパーを輩出。
マルグリッド・ミズカ
『ムーン・ハンター』『流浪』に登場。
帝国の監査官。通常の任務のほかに、ロックを捜す任務を帯びていた。任地でおこっていた強力なエスパーによる事件に興味をもったために「エスパーコントローラー」で操られたロックに殺されかけたが、リューブに助けられた。
トレス
『ムーン・ハンター』『流浪』『流浪 PART2』『メヌエット』『カルダームI世』『ソングオブアース』に登場。
銀河帝国の第三代皇帝。ナガトの前妻の娘で長子。故にオーリック家の皇妃エロイーズとは血縁がなく疎まれていたが、為政者の才覚に恵まれ周辺からはアルマに代わり帝位につくことを切望されていた。エスパーコントローラーによるクーデター計画に気づいてファーゴに赴いたロックと出会い、その後もたびたび助けを得る。
若返り医療の実用化に伴い退位、カール・オーリックを認めて帝位を譲るものの、後に銀河コンピュータを巡って対立するようになる。最終的にはカルダームI世の攻撃を受け、サイバー宇宙船の生体コンピュータに組み込まれて冷凍睡眠していたが、数百年後に偶然から覚醒し誰も知らない宇宙へ消えた。在位時から帝国が銀河コンピュータに依存していることに気づいており、帝国の未来を憂いていた。エスパーではないが、生体コンピュータとなったときは超能力が使えたようである。
アルマ
『ムーン・ハンター』『流浪』に登場。
銀河帝国の第二代皇帝。ナガトの長男でエスパー。オーリック家の血筋で、トレスにとっては異母弟。トレスの補佐によりどうにか政務をこなしていた。即位前後の2度のクーデターでは、いずれもエスパーコントローラーで操られることになる。2度目にはコントローラーの暗示が解けなくなったため、ロザンナが身代わりを演じることになる。なお『メヌエット』のころには逝去している。
セテ
『ムーン・ハンター』『流浪』『メヌエット』に登場。
ナガトの次男でエスパー、トレスの異母弟。2度のクーデターでは、兄のアルマともどもエスパーコントローラーで操られた。マイノック公国の姫との縁談がトレスによってまとまるが、コントローラーの暗示が解けなくなったため、ロック、テオが身代わりを演じることになる。なお『メヌエット』に登場する彼は、実は身代わりとなったロックであり、セテ本人は登場しない。
エロイーズ
『ムーン・ハンター』『流浪』『メヌエット』に登場。
ナガトの後妻でアルマ、セテの生母。名家オーリック家の出身でプライドが高く、夫ナガトがオーリック家を乗っ取ったことに密かな不満を抱いており、夫の連れ子であるトレスを蔑んでいる。トレスが皇帝となった晩年には息子たちの不甲斐なさを嘆き、帝国の崩壊を願うようになっていた。
ロドルフ・オーリック
『流浪』に登場。
エロイーズの弟でカル・ダームI世の祖父。トレスを誘惑し、銀河帝国を密かに乗っ取ろうと暗躍するが、失敗し処刑された。
レティシア
『流浪』『流浪 PART2』『メヌエット』に登場。
大国マイノック公国の姫。ナガトの息子でトレスの弟セテと政略結婚することになるが、テオに命を助けられたことで彼に恋する。しかしオベルに誘拐されて脳の一部に損傷を受け、精神退行を起こした。この縁談から、帝国初期においてマイノックは皇帝の血脈であるオーリック家の外戚として勢力を誇った。
オベル
『流浪 PART2』に登場。
マイノック公国に反乱を企てた人物。強力なエスパー。レティシアを誘拐し、セテ皇子の身代わりを務めていたテオと戦った。実はナガトのクローンで、生きていたナガトを操っていた。
ジュディス・エンディ
『流浪 PART2』『メヌエット』に登場。
マイノック軍少佐でエスパー。オベルの元部下で、彼に裏切られたことからオベルを激しく憎んでいた。経緯は不明だが、その後ロドルフ・オーリックの養女となり、ロドルフの子を産んだ後、オーリック家を脱走して病死。カール・オーリックの遺伝子上の母親。
イアン・ムトウ
『ソリティア』に登場。
超能力を使う少年。父の発明を狙う者に故郷を焼き討ちされ、残った肉親である祖父も働きすぎて健康を害し亡くなる。祖父が手に入れたサイ・エクスパンダーでかなり強力な力を使える。
マーク・ムトウ
『ソリティア』に登場。
科学者。宇宙船の転換炉を地上で運用可能とするシステム「エリック・コンバーター」を開発するが、武装勢力に拉致される。暗示によって家族のことを忘れさせられていた。
ルーファス
『ソリティア』に登場。
超能力でカジノを荒らす詐欺師。イアンと共にバゼットに雇われるが数年後に出ていった。ギブソンを探すイアンと再会するが、手助けしつつも復讐を思いとどまるよう諭す。
その正体はロックだが、他のエピソードと比べるとはっちゃけた生活をしていた。
バゼット
『ソリティア』に登場。
バスバル市でカジノを経営する実力者。存外に見る目があり、イアンとルーファスを雇う。
ギブソン
『ソリティア』に登場。
ジェネシスエネルギー社・社長。元連邦軍大佐。
廃棄予定の軍艦艇の再利用に使えるエリック・コンバーターを手に入れるために海賊と取引してイアンの故郷を襲わせた。
イアンが持つものより新しく小型化されたサイ・エクスパンダーを装備している。
カール・オーリック / カルダームI世
『メヌエット』『カルダームI世』に登場。
銀河帝国の第四代皇帝。ロドルフ・オーリックの保存精子から誕生した、彼の息子（表向きは孫）。トレスに認められて皇位を継承するが、その後銀河コンピュータを巡って対立したためか、後世にはクーデターを起こしたと伝えられた。なお、即位時に名をカル・ダームI世（カール・ダーム）と改めた。
アーネスト・ドノヴァン
『メヌエット』『カルダームI世』に登場。
カールの相談役で、元は彼の武術師範。カルダームI世として即位した後も頼りにされたが、若返りを拒否して天寿を全うした。
イザベラ・ダーム
『メヌエット』に登場。
ドノヴァンの恋人で、晩年のエロイーズに仕える事務官。実はエスパーで、エロイーズの帝国崩壊計画の実行犯。その正体はジュディス・エンディの娘で、本名はオリビア・エンディ（オリビア・オーリック）。カール・オーリックの遺伝子上の姉で、カールを産むための「試作品」だった。
フラク・フロニ
『カルダームI世』『ソング・オブ・アース』に登場。
セテの息子でナガトの孫、トレスの甥。マイノック公。トレスの退位時には5歳と幼かったため、継承権の低いカール・オーリックに帝位を譲ることになる。晩年、カルダームI世と対立したトレスを連れ逃亡するが、その後カルダームI世（に偽装したライガー1）の艦隊との戦いで死亡した。『メヌエット』にも1コマだけ登場しており、その際「本物のセテの息子」であることが、セテを演じるロックから語られている。
テレーズ・マイノック / ハラルド
『カルダームI世』『エピタフ』に登場。
セテの娘でナガトの孫、トレスの姪。兄フラク・フロニの死後、マイノックをカルダームI世から守るべく、為政者としての才能を開花させる。名前を変えて一般兵として帝国軍に入隊し、マイノック軍の捕虜になったブリアンを見出す。彼女の即位を阻止すべく、カルダームI世が帝位継承を男子のみとしたことで皇帝となる道を閉ざされるが、ブリアンの身の上話を聞いたことで性転換を実行。男性となってハラルドと改名し帝国皇帝となる。即位後に一度女性に戻って子を産み（父親は不明）、その子がカルダームII世となった。
なお後世には、テレーズとハラルドは別人として伝わっており、ハラルドが弟とされている。
ロドルフ
『カルダームI世』『エピタフ』に登場。
カルダームI世の息子で皇太子だが、女を嬲り回す悪癖を持つ。男となったテレーズ（ハラルド）が即位し、政略結婚のために性転換を施されるが、それに耐えられず自害した。
ブリアン・ド・ラージュ
『エピタフ』『永遠の旅人』『魔術師の鏡』に登場。
惑星レナスの領主で、帝国の大臣。怜悧冷徹で有能な人物で帝国中期の隆盛を支えた名宰。エスパーもコンピュータも大嫌い。滅多なことでは驚かないらしく、ロックが目の前に現れた時は「60年ぶりに驚いた」とのこと。
帝国軍士官学校入学前に暗殺事件に遭遇。全身のほとんどを欠損するが幼馴染として育てられていたファリスの身体を与えられて生き延びる。回復後に改めて入学した士官学校ではオニール家の子息・アレキサンダーとの決闘事件を起こして退学。その後「アンリ・バイロン」の偽名で帝国軍に一般兵として入隊。マイノック軍との遭遇戦で捕虜となるもテレーズに気に入られてそのまま入隊する。ファーゴへの潜入作戦を経てマイノック軍士官学校に進学・卒業後はマイノック軍の新造艦「ラシードII」に配属される。自身が殺害したアレキサンダーの実家・オニール家の雇った暗殺者「社会補正士ギルド」とのゴタゴタの中でファリスの脳が非合法なサイバー船に利用されていることを知り、救出せんとするも記憶を取り戻したファリスに庇われて再び生き延びる。家は傍流の養子に継がせて生涯独身を通し、晩年、ロックに依頼してファリスと自分だけの墓を立てる。
ミコス・サイモン
『エピタフ』に登場。
歴史家。ブリアン・ド・ラージュの子孫で、サイモンはペンネーム。先祖であるブリアンの記録を見つけ、それを補足する情報を求めて辺境の城塞に隠棲するロックを訪ねた。
ファリス・チェン
『エピタフ』に登場。
ブリアン・ド・ラージュの幼馴染みの少女。実態はブリアンに万が一があった時に再生治療のための「素材」となるように用意されたスペアとしての双子。暗殺事件によって肉体のほとんどを失ったブリアンに自身の身体全てを合意の上で提供した。その後、残った脳は持ち出され、ライガー1が作った非合法研究機関のサイバー船実験素材とされた。
幼いころはやんちゃで「海賊船の船長になるのが夢」だと語っていた。
ラミー / ラミール・レンツ
『エピタフ』に登場。
ブリアン・ド・ラージュの親友で帝国軍人（中尉）。「情報を制するものが全てを制す」がモットーで、特にコンピュータの扱いに秀でる。
マット・マシュウズ
『エピタフ』に登場。
アンリ・バイロンと名乗って一般兵として帝国軍に入隊したブリアンと同期入隊した二等水兵。アルテマ級巡洋戦艦「トヘロス」でのエンラート軍鎮圧作戦の中、参加していたマイノック軍の攻撃でクルーのほとんどが戦死した状況でブリアンの提案した脱出作戦の囮役として参加するが、機体が撃墜された際に死亡。脳だけがサイバー船として再利用されるが命令を拒否して自決した。
ラウ博士
『エピタフ』に登場。
ライガー1が作った非合法研究機関の所長。この研究機関は完全に外部と断絶しており、皇帝の代替わりも知らなかった（ライガー1はカルダームI世の姿で指示を出していた）。
プリムラ・レナー
『プリムラ』『魔術師の鏡』に登場。
惑星ノームで荷物を盗まれ、ロックに助けられた少女。実は、エスパーを専門に狙う正体不明の賞金稼ぎ「バムパイア」。過去、エスパーに強制若返りを施されて子供の姿のままとなった上に父・マイケルを殺され婚約も解消されたため、エスパーを憎んでいる。マイケルは元はマイノック軍に所属していたが、父親（プリムラの祖父）は旧連邦の軍人で連邦の技術情報を秘めたデータキューブを秘匿しており、彼女が受け継いで所持していた。
後にロックの手で赤ん坊まで若返らされ人生をやり直し、ライザ・マナベ（変身したロック）の娘として育てられる。『魔術師の鏡』では一児の母となり、母であるライザにビデオメールを送っていた。
リート・フリーマン
『魔術師の鏡』『ソングオブアース』に登場。
賢者リューブの息子。「電子使い」と呼ばれる、電子回路を自由に操るエスパー。銀河コンピューターの破壊を目論むネオラフノールに利用された。
レーナ
『魔術師の鏡』に登場。
ネオラフノールの行者。電子使いとして未熟だったリートを訓練し、導いた。ロドス・モルク・ラン直系の子孫を名乗るが、マトリクスをコピーした影武者だった。
オルタート
『魔術師の鏡』に登場。
ネオラフノールの司祭長。リートを利用して帝国に対する反乱、銀河コンピュータの破壊を画策し、一時は総動員したラフラールでロックを追い詰めるが敗れる。その後、しばらくの間ロックが司祭長の代理として活動した。
モール
『ソングオブアース』『失われた翼』に登場。
荒廃した地球で暮らしていた少年。ロックによれば特殊なエスパーで、宇宙船「マウス」の生体コンピュータに組み込まれたトレスの声をロック以上に強く感じ取ることができた。ロックとともにトレスの救出に向かうことになる。
ノーマン・フリーマン
『失われた翼』『シャトレーズ』に登場。
リートの息子でやはり電子使い。惑星ホバースの王立大学教授。帝国による「浄化」から人々を守るために、反帝国組織「SOE」に合流したロックに説得され、SOEに協力することになる。
ミルバ
『シャトレーズ』に登場。
「オーリック家の書」を調べるロックに同行することになる少女。ファーゴのごろつきの仲間で、ロックの財布をすろうとして失敗した。その後対立組織との抗争で死にかかった所をロックに救われ、そのまま同行し、ロックを一途に慕うようになる。
ネカ・ベネゼル
『シャトレーズ』に登場。
「オーリック家の書」を調べるロックを追うべく、銀河帝国皇帝から「プラグ」を受けたエスパーの1人。「鏡」を切ることができる「リング」という超能力を使いこなす。ロックはここで「リング」をラーニングした。
ノイエ・クラート、ウー・ロンドー、アンリ・パグ、トーミン・バイナック
『シャトレーズ』に登場。
「オーリック家の書」を調べるロックを追うべく、銀河帝国皇帝から「プラグ」を受けたエスパーたち。
デイブ・ソコロフ
『アストロレース』に登場。
小型宇宙船「ランダー」による星間ラリーレースのパイロット。パートナーのヒルと共にチームの技術差をテクニックと根性で補うベテランレーサー。
アンドレ・モリノ
『超人の死』に登場。
超能力の研究をする科学者。超能力が制御できない「サイコブラスト」に陥り、廃墟にこもっていたロックのもとを訪れ、治療のために連れ出した。
ナミー・アナカル
『超人の死』に登場。
超能力を吸収する能力を持った極めて特殊なエスパー。その能力で「サイコブラスト」に陥ったロックを救済した。吸収した超能力を再放出・拡散するという自らの使命に殉じた。
マスターバルカン
『超人の死』に登場。
帝国に代わり銀河を支配しようとするエスパー。ロックをいずれは強力な敵になると考え、抹殺しようとした。実は、「書を守る者」により生み出されたロックのクローン。
ダークライオン
『ダークライオン』に登場。
「書を守る者」が生んだロックのクローン。武装勢力を組織し、帝国の解体を目指していた。「四惑星同盟」のドノヴァン大公の娘を誘拐し、救出隊に加わっていたロックと戦うことになる。
ミレーヌ・ドノヴァン
『ダークライオン』に登場。
記憶能力という超能力を持つエスパー。その能力に目をつけたドノヴァン大公に養女とされ、「四惑星同盟」の重要機密を記憶する人間データバンクとして幽閉生活を送っていた。
リュカーン
『黄金の牙』に登場。
「書を守る者」が生んだロックのクローン。ダークライオンの勢力壊滅後に活動を開始、瞬く間に一大勢力を築き、帝国に対抗するが、無用な流血は好まない面も持っていた。「書を守る者」の謎を追うロックと出会い協力を求めるが断られた。
赤い太陽のサーペント、戦士クーガー、守護者キャンサー
『赤いサーペント』に登場。
「書を守る者」が生んだロックのクローンたち。帝国（の銀河コンピュータ）を倒すために「書を守る者」の計画に従い、時代を置いて目覚めていく。
リオラ / 赤い太陽のサーペント
『赤いサーペント』に登場。
潜在的に強力な超能力を持っているが、ごく普通の少女。実は「書を守る者」が生んだロックのクローンだが、事故により使命を忘れている。
クーガー・マクバード / 戦士クーガー
『赤いサーペント』『WIZARDOM』『天空の魔法士』『公女タニア』『書を守る者』『ファイナル・クエスト』『闇の王』に登場。
「書を守る者」の使命を忘れた「赤い太陽のサーペント」を修正すべく活動し始めたロックのクローン。最後まで使命に従わなかったリオラを始末するが、その際、好意を持っていたジョアンを巻き添えにしてしまったことから、自分の使命に疑問を持つようになる（このことは後々まで彼のトラウマになっている）。そのため自分自身がキャンサーに狙われることになるが、ロックに助けられた。以降、ロックとともに「書を守る者」と戦うこととなる。後に銀河連邦へ帰順する。
バーノール公
『書を守る者』に登場。
銀河帝国摂政。実は「書を守る者」が送り込んだクローンで、惑星ドラムに第2銀河コンピューターを建造させていた。「書を守る者」にせまるロック、クーガーと戦うことになる。もう一人のクローンであるルパートと合成されて、8倍の寿命と能力を得ていた。
ルパート
『書を守る者』に登場。
帝国の将軍、「書を守る者」が送り込んだクローン。バーノールの部下として登場し、ロックらと戦う。一人でバーノールとの二役を演じているようにみえたが、もともとは別固体のクローン。
カルダームIII世
『書を守る者』に登場。
銀河帝国第七代皇帝。人間としては帝国最後の皇帝。父・カルダームII世の遺志から銀河コンピュータによる帝国簒奪を確信し、銀河コンピュータを打倒すべく自ら「書を守る者」としてロックのクローンを道具として利用し、またドラムを建設する一連の計画を立てた。人工冬眠中に銀河コンピュータによって宇宙に放棄され暗殺されたらしく、カプセルに入った遺体が発見された。
カルダームIV世
『書を守る者』『ファイナル・クエスト』に登場。
銀河帝国最後の皇帝。黒い球体にひとつ目玉の浮かんだ立体映像としてしか人前に姿を見せず、帝国の中枢にいる者たちにも即位の経緯が明確に知らされていない謎に包まれた存在。その正体は帝位を乗っ取った銀河コンピュータそのもの。巨大コンピュータ「ドラム」と相打ちになり銀河帝国と共に崩壊する。
ミーシャ
『ファイナル・クエスト』に登場。
リートの子孫で電子使い。母と二人で平穏に暮らしていたが、銀河コンピュータ破壊のため、ロックに見出された。死んだジョアンにそっくりなことから、クーガーに好意を持たれる。

#### 第二次銀河連邦時代
アルフレッド・トラビス
『闇の王』に登場。
超心理学と精神物理学（要は超能力）の研究者。自分のマトリクスを得たフレックに記憶を奪われて殺される。
フレック
『闇の王』に登場。
帝国の牢獄惑星「クレバロ」に幽閉されていた科学者でエスパー。すでに正気を失っていたが、帝国の重要技術に通じていたため、連邦の要請でトラビスのマトリクスを貼り付けられて意識を回復するが、闇の王となって各地を荒らして回る。トラビスとしての意識を残したまま、部下からの報告で人格が切り替わる。
スーミ、ジュール
『闇の王』に登場。
トラビスの妻子だが、彼がフレックと入れ替わっていることは知らない。
ジロー・ダールトン
『デスペラード』に登場。
「スタルカ」のニューギャラクシイ紙の特約ライター。旅行で訪れた辺境星で、決闘などという行為が解決策として履行されていることに面食らう。
ジャック・ハル / クリストフ・アシダ
『デスペラード』に登場。
「ブラスタージャック」の異名を持つ賞金稼ぎ。実は本物のジャックは死亡しており、彼と組んだクリスが催眠キューブによる自己暗示でジャックだと思い込んでいた。ヴィニと再会するが、ケンジとの決闘で相討ちになるもヴィニが治癒能力に目覚めたことで助かる。
ヴィニ・アシダ
『デスペラード』に登場。
幼い頃に生き別れた兄を探している女性。無自覚なエスパーで集中すると自分の姿を隠すことが出来る。ストーカーに雇われたジャックが兄ではないかと尋ねるが、ストーカーの娘と間違われてブラックシープに捕らわれるもロックに救出される。ジャックを名乗っていたクリスと再会した。
ケンジ・ゴダード
『デスペラード』に登場。
元連邦軍人。辺境星の調整官の助手でパトロール隊長。土地の揉め事を何とかしようと連邦時代の伝手でブラックシープを呼ぶが、来る前に解決してしまい、なんとか手を考えている間にラドバンに雇われた末に全滅してしまった。ケジメをつけるためにパトロールを辞めてジャックと決闘を挑み相討ちとなる。
ルシファー
『デスペラード』に登場。
辺境星で活動する盗賊団「デザート・ラッツ」の首領。情け容赦のない男で、ジャックとの戦いに勝つためにG弾を使おうとした。
グスタフ・ラドバン
『デスペラード』に登場。
土地の有力者だが、所有権の明らかではない土地を手に入れるためにルシファーを雇うが、ジャックと乱入したロックに倒されたため、ゴダードが呼んだブラックシープ部隊に声をかける。
ストーカー
『デスペラード』に登場。
土地の有力者。ラドバンと取り合っている土地を守るためにジャックを雇う。
ミズ・アバド
『邪神降臨』に登場。
連邦軍情報部少尉。惑星パドマに現れたスダク教の流れを組む新興宗教集団の調査でロックに協力する。
ミヒャク
『邪神降臨』に登場。
教団の一員。原形質から造り出しエスパーとリンクする「ゴレム」を作り出す能力者。ロックと戦い、ゴレムとリンクしていた弟子たちが再起不能になった。そのため、教団の命令を無視してロックを殺そうとした結果、第2段階を引き起こして消滅した。
大司教
『邪神降臨』に登場。
仮面を着けた謎の男。他者のマトリクスを得て延命している。ヌームと呼ばれていた「敵」を呼び出したが、一瞬で殺された。その正体はスダク教の集団自殺が起きた際に自覚していなかった超能力で生き延びてしまった男だった。
ユーリ・トーマス
『愛しのグィネヴィア』に登場。
なぜか名門の「アダムス経済専門学園」の生徒だったロックの同級生。ロックとは気が合い、いつも一緒にいた。同級生のグィネヴィアに片思いしていた。
グィネヴィア・サイラム
『愛しのグィネヴィア』に登場。
ユーリ、ロックの同級生。サイラム財団の総帥の娘、成績はいつもトップ、という典型的な高嶺の花。ロックのことが気になっていた。
プリンス・オブ・ファントム / グスタフ・ホルバイン
『プリンス・オブ・ファントム』に登場。
道楽で何でも屋をやっている資産家の青年で“ファントム・レディース”を従える。ファントム・レディースには「ミ・ロード（my lord）」と呼ばれている。その正体はロックの対となる存在で、時代を超えて転生して現れるロックの「敵」であり、極めて強力なエスパーだった。
ファントム・レディース / アイシャ、アイリス、ステファニー、テス、ライラ、リン、パム
『プリンス・オブ・ファントム』に登場。
プリンス・オブ・ファントムに従う7人の天才美女。プリンスが遺伝子工学により人工的に産み出した「天才」たちだが、同等のものは二度と作れないとのこと。
オト・ペテルセン
『神童』に登場。
連邦軍士官学校を受験する少年。マインドハープという楽器奏者で歌手の母を持ち、自身も優れた才能を持つ。後年「歌う提督」とも呼ばれた。
キャプテン・タカニ
『クランベールの月』に登場。
惑星クランベール開発調査団の警備隊長。日々、土着の生物「豆の木」の襲撃に頭を悩ませるが、ロックの赴任を切っ掛けに「豆の木」が何者かに操られていると知り、隠密に調査を始める。
ディアドラ・ヒルゼン
『クランベールの月』に登場。
調査団の代表。開発調査を滞らせ、その終了を阻むために「豆の木」を操っていたエスパー。血縁的にはクランベール提督の孫。
モニカ・セイヤー
『クランベールの月』に登場。
調査団の地質班主任。実は「孫」のいる年齢だが、「若返り」を受けており、自身の「若さ」を確認するために男を取っ替え引っ替えしていて、ロックがその標的にされる。
ウェンディ・クランベール
『クランベールの月』に登場。
元連邦軍惑星探査船の提督で、惑星クランベールの名の由来となった女性。船が遭難した時にクランベールの「月」（正体は知的異星生物の思念体）に魅了され、部下と離れて「月」の住人となる。クランベールへの入植で「月」の正体が知れないように調査団を引き止めるため、「月」の力を借りてディアドラを陰で操っていた。
パパ・ラス
『聖者の涙』に登場。
麻薬「聖者の涙」を製造・販売している麻薬売人。その姿はロックそのもの。
正体は正真正銘のロックで、実は「聖者の涙」は非認可の麻薬治療薬だった。
リサ・メノン
『聖者の涙』に登場。
通称ドク。麻薬中毒者だったがパパ・ラスに救われ「聖者の涙」開発スタッフの中心になる。かなりの格闘技術の使い手（パパ・ラスから「良いダイエットになる」と言われ、教わった）。
ホーク・カザク
『聖者の涙』に登場。
立身出世を夢見て都会に来た麻薬売人だったが、挫折した挙句「超人ロック」に殺されかける。「生きたい」という意志を尊重され、パパ・ラスに救われる。
ラヒブ・イセキ
『聖者の涙』に登場。
連邦特殊部隊のエスパー。「工場の星」を探し出す極秘任務に就いていたが、その過程でエスパーとしてのプライドをパパ・ラスに打ち砕かれ、復讐のために軍を離反しパパ・ラスを付け狙う。「ソーマ」に冒されたパパ・ラスを献身的に支えるリサのことが気になる。
ルイーズ・バリラ
『聖者の涙』に登場。
麻薬売人の孫。パパ・ラスに麻薬（聖者の涙）を打たれた祖父の復讐のため、イセキに手を貸してパパ・ラスを追うが、利用された後に重傷を負わされる。「聖者の涙」の真実を知り、その量産に尽力するようになる。
アフラ
『聖者の涙』に登場。
最大の麻薬組織の首領。元は麻薬撲滅のために万能の神経系保護薬「ソーマ」を開発した化学者だが、そのソーマ自体に究極の依存性が発覚したために翻意し、星々の経済力を奪って宇宙から争いを無くすという名目で麻薬を蔓延させようと暗躍する。自身は当時の実験によってソーマ中毒者となっており、常にソーマに浸かっていないと生きられない。
ラインハルト
『聖者の涙』に登場。
辺境惑星出身のエスパー。処刑されかけたところをアフラの手下に救われて以後アフラに心酔していたが、マインドコントロールされていたと気付き裏切る。
エルナ
『聖者の涙』に登場。
アフラの元で殺戮を続ける強力なエスパー。殺人狂とも言える性格で、裏切り者のラインハルト殺害を制止したアフラをも攻撃する。
デービッド・ヨシノ・アイザック
『ソード・オブ・ネメシス』『オメガ』『カデット』『星辰の門』『風の抱擁』に登場。
ISCの長官。熱血漢で、常に現場に出たがる行動派（書類仕事を放り出してしまうためか部下の受けは悪い）。連邦軍時代に戦闘でN弾の直撃を受けて視神経を損傷したため、ゴーグル型のデバイス「代替視覚ゴーグル」を使用している。このデバイスには赤外線センサーや発汗感知機能などが備わっており、様々な局面で健常者の目以上に役立っている。
自身の経験と感覚を信じるタイプでエスパーに対してまったく偏見を持っておらず連邦軍に伝わる一部の「伝統」やかつて行われていた差別は全く理解できない。
『風の抱擁』ではISC長官を引退して故郷に引っ込んでおり、訪ねてきたロックと「結婚する目前の息子とその父親」のような会話をしていた。
ニエミネン
『ソード・オブ・ネメシス』『オメガ』『カデット』『星辰の門』『風の抱擁』に登場。
アイザック長官の部下で、後のISC長官。冷静沈着、頭脳は明晰の才女だが、必要ならば行動もいとわない。アイザックに対しては密かな好意があったらしい。
アイシャ・トラウトマン
『ソード・オブ・ネメシス』『オメガ』『風の抱擁』に登場。
連邦のエスパー。アイザックにエスパーの助力が必要になる度に派遣された。ロックに憧れ（恋愛というより尊敬の対象として）を抱いており、「優秀な子孫を残すための相手」として彼に接しようとするセス・ハーンには嫌悪感を抱いていた。オメガとの決戦の直前、アイザックのプロポーズを承諾した。
セス・ハーン
『オメガ』に登場。
ネット配信局『Geo』のインタビュア。天体物理学を専攻し、博士号も持っている。優秀な研究者だが、自分の血を受け継ぐ優秀な人材を残すことに固執し、各地の開発企業や研究機関に総勢35人の子どもが勤めている。劇中時点で保存した卵子が「最後の1個」とのことで、ロックに遺伝子提供者となることを要求するが断られる。
キャプテン・ニムバス
『ソード・オブ・ネメシス』『オメガ』に登場。
エスパーによる海賊船「ネメシス」の船長。「生きている岩」による第三波動を利用して時間の流れが異なる異空間を行き来し、やがては宇宙のすべてを異空間に飲み込ませようとして連邦領内を混乱に陥れた。一度はロックによって異空間に閉じ込められるが、その中で気が遠くなるような年月（単純計算で3000年、通常空間では1年半ほどしか経過していない）を経て「オメガ」になり、強化された超能力で暗躍を開始する。
ヘルガ
『ソード・オブ・ネメシス』『オメガ』に登場。
キャプテン・ニムバスの部下のエスパー。自分を救ってくれたニムバスに深く心酔している。『オメガ』では記憶を失って登場。逃亡中のヤマトを助け、異空間のニムバスを救おうとヤマトと共にゲート内に入る。
『ソード・オブ・ネメシス』連載時はヒルダという名前だったが、単行本化の際の書き下ろしページでヘルガに改名された。初の単行本であるMeguコミックスでは二つの名前が混在していたが、MFコミックスとして再版される際にヘルガに統一された。
ハインズマン
『ソード・オブ・ネメシス』に登場。
オルデン惑星義勇軍の元大佐。HD（後述）中の事故で「生きている岩」の作った異空間に閉じ込められたところをニムバスに救い出されるが、戻って来たのが80年後の世界であり、また義勇軍も既に敗北していたと知って失望し、以後ラヒブと名乗ってニムバスの陰謀に加担するようになる。
ヤマト
『オメガ』『久遠の瞳』に登場。
ナガトのクローン。カルダームIII世の「書を守る者」計画の時にクローニングユニットの試験用として造られた後、ブラックホールへ廃棄されたが、異空間から接触したオメガの手でプログラムを改竄され、数百年後の世界で蘇った。ロックの友となる。
『久遠の瞳』ではISCのΣセクションに所属する大佐となる。
ミラ・ファニール
『カデット』『星辰の門』『久遠の瞳』『風の抱擁』に登場。
第三波動を操れる希少なエスパー。初登場時はISCの士官候補生で、後に提督にまで出世する。ロックと結婚し、最後まで共に過ごすことができた強運の持ち主。連邦軍提督を母に持つ。
『ニルヴァーナ』では「記録に残っている限りロックの最後の妻」と語られている。複数回の「若返り」を受け、最終的にはロック自身の手で「最後の若返り」を施され2年間の隠遁生活を送り、亡くなった（このことは表向きの記録には残っていない）。
第三波動を除けばテレパシストとしての適性が高く、それによって乗組員全体の意識をリンクさせて操艦を行う。その反面「伝説のエスパー」であるロックと交際していることに関する周囲からのやっかみをテレパシーで感知してノイローゼになりかけたこともある。
オーギュスト・カナーン
『カデット』『星辰の門』に登場。
「生きている岩」を操ってゲート荒らしをする海賊でエスパー。ISCの囮作戦で使われた輸送船を襲った時ミラの能力を知って攫うが、ロックに奪還され逮捕される。その後クライバー社の手で脱走し、この時はジャマーに苦しむミラを、攫うことによって助けている。元は連邦軍中佐で戦艦の艦長になることを夢見ていたが、エスパーであることが判明し情報部へ強制配属されるのを嫌って軍を裏切った。『オメガ』にも士官候補生として登場。超能力の片りんを見せていた。
ジャハラート・ニーヴン
『カデット』『星辰の門』『風の抱擁』に登場。
ISCの中佐でニエミネンの息子。引退したアイザックと共にゲート荒らしの海賊を追っており、後に長官である母親から激している様子を「アイザックに似てきた」と呆れられる。オーギュストの脱走後、攫われたミラの足取りを追うためロックと行動を共にするが、その途中でクライバー社の無人戦闘ロボット「パペット」の襲撃を受け重傷を負う。
バネット
『カデット』『星辰の門』に登場。
クライバー重工業の情報部社員。社の依頼でゲート荒らしをして逮捕されたオーギュストを口封じのために奪還しようとするが失敗し、以後オーギュストを消そうと執拗に追い続ける。バネットという名前はオーギュスト奪還の潜入作戦時に名乗っていたため偽名と思われる。
ジャイルズ軍曹
『風の抱擁』に登場。
ISC初のエスパー艦「ゴダード」に配属された烹炊長（コック長）。ひげ面の中年だが、スイーツが得意。エスパーとしてはかつてロックの指導を受けたことがあり、ESPの使い方は一流。ゴダードではミラの護衛エスパーの指揮を執る。
退役後にバーを開き、ゴダードの乗組員やOBの溜まり場として繁盛した。
グレゴリー・ヤシキ
『風の抱擁』に登場。
医学博士。ESP研究の専門家で優秀な脳外科医でもある。メレーの配下のエスパーたちにサイバー技術による「埋め込み式のサイ・エクスパンダー」を施術する。
だが、基本的に人格者であったため、非人道的な実験に付き会い切れず情報をリークし、メレーに狙われる。事件後は辺境の惑星で医師として暮らした。
カイル・ロバーツ
『風の抱擁』に登場。
物理学者。第三波動の研究をしていたが、肝心の能力者が少ないことに不満を感じていたらしく、メレーからの誘いに乗り、彼が指示する相手の人権を無視した実験も許容してしまう。事件後に事故死した。
ジャック・メレー
連邦軍統合情報局長官・大佐。冷徹なリアリストで必要なことに対しては手段を選ばないタイプの人間だが、恐ろしいことに一切の「私心」がない人物。
リヒャルト・クレメンス
『風の抱擁』に登場。第三波動研究所所長。
ゼロワン、ゼロツー
第三波動を研究するサンプルとして作られたミラ（0号）のクローン。
モートン少佐
『風の抱擁』に登場。連邦軍情報局のエスパー。
ドミノ・シャムシール
『風の抱擁』に登場。
一度に複数の「鏡」を使いこなす。ランクSのエスパーだが、殺人癖のある犯罪者。
ミュスト
『風の抱擁』に登場。
ランクSの「電子使い」。亜人のような尖った耳を持つ。「伝説の超人・ロック」がミラ一人に執心することに自分でもよくわからない苛立ちを感じ、士官候補生に化けてミラのコンプレックスを増大させる工作をした。
ヘンリー・マクレーン伍長
『風の抱擁』に登場。
連邦軍人。元々ファニール家に仕えていた人物で本来の役職は「従士長」。ミラの結婚式ではエスコート役をした。
ジュナ・ヴァンレーゼ
『久遠の瞳』に登場。
科学者の両親と乗っていた宇宙船が移遷崩壊しゲートに1200年間取り残されていたが、ミラ・ファニールに救出される。
第三波動を操り、ゲートを作れるほか、幾つかの超能力も見ただけで覚えてしまう優秀なエスパー。取り残されたゲートの中は時間の停止した状態だっため、身体は成長していないが精神的には成熟している。反面、恋愛には疎いところがあり、ロックに憧れてヤマトの好意に気付かなかったり、ESPで身体を成長させて大人になればロックに一人の女性として見てもらえると考えるなどアンバランスな子。
デニー・アスキン
『久遠の瞳』に登場。
惑星「ユーノ」警察の警部補。管轄地域で起きたエスパー限定の突然死に疑問を持ち捜査を開始する。
アーク・マイダス
『久遠の瞳』に登場。
惑星「ユーノ」の企業・マイダスグループの会長。遺伝子異常があり、超能力による治療を受けるが失敗。そのトラウマからエスパーに並々ならぬ嫌悪感を持ち、ミクロン単位の反物質爆弾「ラムタラ」によるエスパー狩りを行う。
フレア・マイダス
『久遠の瞳』に登場。
惑星「ユーノ」の企業・マイダスグループの幹部。視覚に障害を持ち、代替視覚ゴーグルを使っている。10代で複数の大学の学位を取っている優秀な技術者で「ラムタラ」を開発した。
トーニック・マイダス
『久遠の瞳』に登場。
惑星「ユーノ」の企業・マイダスグループの幹部。
シャカ・ジョーンズ
『久遠の瞳』に登場。
惑星「シード」にある非合法組織の長。エスパーの突然死（その中には組織と因縁のある連邦所属の者がいた）に興味を持ちタカナに調査を命じる。
タカナ・クーゲルホップ
『久遠の瞳』に登場。
シャカ・ジョーンズの秘書兼ボディガードで、モノワイヤー（単分子素材の「糸」）を使う。これはトラップなどに使うならともかく、振り回す武器として使用するのは非常に危険な代物で、それを見た相手からも驚愕と共に呆れられていた。

#### SGシリーズ版
アイザック
『ニンバスと負の世界』『この宇宙に愛を』に登場。
ISCの司令。ロックに惑星「ピナ」の蒸発の調査を依頼する。
ニムバス（ニッキィ）
『ニンバスと負の世界』に登場。
エスパーだけの海賊スカイシャークのキャプテン、プシ陰線（第三波動）を扱うことが出来る不死のエスパー。宇宙の根本原理を解明した科学者で負の世界を広げようとする。1500年前の地球生まれ。
レクレエム・ハンザ
『ニンバスと負の世界』に登場。
惑星「リヒト」の生物「プシ」の波動の研究を行っていた博士。研究中の事故により死亡。
ヘンリィ・ラン
『ニンバスと負の世界』に登場。
ジョンBの船の持ち主。「ピナ」消失時、付近にいた船と関連して調査していたが死亡していた。
ジェミナス・ラン（ジェミィ）
『ニンバスと負の世界』に登場。
ヘンリィ・ランの娘。父が死に孤児となるがロックを受け入れ親しくなる。
ドク
『ニンバスと負の世界』に登場。
不時着をし事故を起したヘンリィ・ランを手術した町医者。
ニーナ
『この宇宙に愛を』に登場。
スカイシャークのメンバーの一人で、ニムバスの暗示を受けている。植民惑星ロンウォール（インディアン座）の第三惑星生まれ。
オメガ
『この宇宙に愛を』に登場。
負の世界の創造主。ニムバスの作った電子頭脳。
ジュナ
『ジュナンの子』に登場。
プシ陰線（第三波動）を扱うことが出来るエスパー。
ヤマト
『ジュナンの子』に登場。

#### 探偵ハント&助手ロックシリーズ
リュウ・ハント
『ブレイン・シュリンカー』『不死者たち』『猫の散歩引き受けます』『ひとりぼっちのプリンセス』『荒野の騎士』に登場。
元警察官の探偵であり、ロックの「先生」。エスパーではないが、ある事件により不老不死の特異体質になる。彼自身がトラブルの種になることも多い。正義感が強く困っている人を放っておけない性格だが、短気で無鉄砲なため、「超法規的」な（つまり違法な）行動を取ることも少なくない。美女に弱く、無償で仕事を引き受けたり美女がらみのトラブルに巻き込まれることもしばしば。再生能力が非常に高くどんな傷も短時間で治癒するが、痛覚は常人と変わらないので傷つくことを好まない。しかし、いざという時には周囲の人間を身を挺して庇うことも多い。
『不死者たち』で自分の元を去ろうとするロックを「給料の未払いがある」と言って引き止めるが、『猫の散歩引き受けます』ではその後も給料の未払いが溜まっていることを示唆する発言をしている。
ソクラテス・フォン・ノイマン
『ブレイン・シュリンカー』『不死者たち』に登場。
ハントを不死化した人物。元は人間の遺伝子工学博士だったが、不死化のDNAにより人間としての自我を失い「不死者」となった。殺すことができないため、ロックによりラフノールの鏡に封印され、ペンダントとして持ち歩かれた。
ナオミ・ソハラ
『ひとりぼっちのプリンセス』『荒野の騎士』に登場。
名うてのクラッカー「ローグプリンセス」。ネットワークから機密情報を盗み販売する情報犯罪者で、特殊な設備がなくてもメガネ型の端末からネットワークに接続できる。味覚障害と思われる描写がある。
アリス・C
『ひとりぼっちのプリンセス』『荒野の騎士』に登場。
ナオミの相棒で、依頼者との交渉や「仕事」に役立つ人物とのコネクションを担当。その役目上、様々な偽名を使い分けている。男性経験も豊富。

#### 年代未定作品

##### 凍てついた星座
レオノーラ・トバタ
星間企業ジン・コーポレーションの保安部門を取り仕切る女性。かつて夫と共に軍事コンサルタント（連邦軍の下請け）をしていた。どこから来た依頼かは不明だがロックの命を狙い追い詰める。発動した第2段階から発生したエネルギーで夫のフレッドとお腹にいた我が子を失う。
自身も死にかけるが、生きる意志を見せたことでロックに治癒と記憶操作を受けて社会復帰する。しかし、自身の優秀さから記憶の矛盾に気が付き、悩むたびにロックから記憶操作を受けていた。それも限界となったことから記憶の封鎖を解くためにロックを追うようになる。
戦力として集めたハンターの一人・テニアンの裏切りによって戦闘となるが急所に仕込まれた爆弾が爆発し致命傷を負う。ロックによって子に付けようとしていた名前「ルミス」をキーに記憶を取り戻し、十分に生きたと判断して逝った。
マエケナス・ジン
星間企業ジン・コーポレーションの会長。幼少時に受けた遺伝子改変失敗によって若返りが出来なくなり、レオノーラの進言で不老不死の秘密を手に入れようと「超人ロック」を捕らえる指示を出す。結局、間に合わず死亡したが、レオノーラとテニアンによって死を隠蔽される。
テニアン
“無色”の二つ名をもつエスパーハンター。マトリクスコピーによる「変身」と仮死状態の人間の脳から記憶を読みとる能力で他人になりおおせる。レオノーラの依頼で死亡したマエケナスになり変わるが、こっそりマエケナス名義の財産を別口座に移して逃亡する。
オリス
“月光”の二つ名をもつエスパーハンター。超能力含めた存在確率を消す「月光」を使いエスパーの超能力を封じて仕留める。
パエトン
“絞殺者”の二つ名をもつエスパーハンター。惑星軍の特殊部隊上がりで「ヒモ」と呼ばれる生体ロボットを使うテレパシスト。
カルベル
“禍つ音”の二つ名をもつエスパーハンター。マインドハープを使った演奏でエスパーの感覚を麻痺させる技を持つ。しかつめらしいヒゲを生やした男だが、前職は遊園地の楽隊員。
アイダ姉妹
分割した受精卵に遺伝子改変を行って生まれてきた四つ子の姉妹。長女ウルスラ（透視・探索）、次女ティーナ（回復・防御）、三女マヤ（各種攻撃）、四女アイリス（ラーニングによるコピー）と、それぞれが特化した能力を持つ。
ウィル・カイアム
連邦軍情報局の局員。上司から「超人ロックと知り合いになってこい」と派遣された。
マーヤ・マーヤ
星間企業ジン・コーポレーションの内部調査室長。実は本社の渉外担当重役で名前も偽名。マエケナスに恩義を感じており、利用された無念を晴らすため若返りを受けて活動していた。パエトンやカルベルの協力を得るが、人前で彼らをぶっそうな二つ名で呼んでしまうなど、かなりの天然。

##### ニルヴァーナ
グラフ・ラヴェンドラ
非合法のVRキューブも手掛ける映像作家。カムジンの後援も受けて活動しており、ロックの超能力を記録し「超人のすべて」という作品を作ろうとする。
ショーン・リッペントロップ
グラフのクリエーター仲間で専門はゲームソフト。両刀使いで自身が性転換するのを含めて複数回の結婚歴がある。無自覚のエスパーで、一度会った人物なら姿を変えていても近づくだけで認識できる。
シルフ・バナール / カムジン
グラフが表向きの窓口にしている人物「ジャヌイア・オニール」を監視していた女性。役者志望の兄マットが、彼を通じて仕事を得て行方不明になったと言っていたが、彼女こそ「カムジン」であり、シルフは複数ある分体の一つ。個人に合わせて臨死体験をさせるVRソフト「ニルヴァーナ」を用いて覚醒させた人間にジオイド弾による惑星破壊という2度目の「汎銀河戦争」を引き起こそうとした。
カルダームIII世が、時間庫と組み合わせて作りだした管理用サイバー体。時間庫に蓄えられた知識を管理していたが、管理している間に「自分が人類を管理すればよい」というライガー1と同じ結論に至ってしまった。

##### 嗤う男
タク（ジェイソン）・ガービッツ
反重力エンジンとイオンジェットで飛行するエアバイクのエンジニア。腕は確かだが、バイク以外には興味が無く殺人癖がある。
ウーツェイ
辺境惑星サンジョルディのグローフェ渓谷で行われているエアバイクレースの胴元。参加者の死にも頓着しないが、それ以上に儲け話が好き。
ギボンズ
「ギボンズ研究所」の所長。サイバー船やエスパーコントローラーなど非合法研究とその売買の傍ら、実験体をエアバイクレースに提供し、事故死して脳が回収出来た物をサイバー船に使っている。研究者としては凡庸なレベルで、ハンセオによってエスパーコントローラー再現の見込みが着くとアマダ社に処分された。
ミリアム・グアンジ
「ギボンズ研究所」の所員。元連邦軍人。上官を殺して『除籍』になった。研究所から出したレーサー・ポルの起こした事故のカタとしてレーサー「ミリアム・ディーバ」として参加する。
ジャック・フォトン、アレクサンダー・ヴァイ、ヘルムート・ジン、ポル・アーチャー
エアバイクレースのレーサーたち。前述の研究所に買われてきた者もいれば、本気でレースをしている者もいる。
エイムズ
エアバイクレース場の整備チーム長の一人。荒くれや変人揃いの中ではまともな方。
ムラード・ハンセオ
作中の時代から120年ほど前に活動していた研究者。ギボンズ研究所のスポンサー・アマダ社が見つけ出してきた。実年齢は180になるというが「若返り」で10代前半くらいになっている。技術再現に際しては当時の技術を前提に進めるタイプで必要ならデータしか残っていない当時の部品製作から行うよう指示する。

##### ホリーサークル
マスター・ユウジ / ユウジ・バーネット
疫病が蔓延した惑星テルビックの「疫病は終息した」という記録を改竄して独占し、機械で制御したクローンの街「ホリーサークル」を運営していた男。元々は「J（ジェフリー）・バトラー研究所」にて脳内の神経ネットワークのマッピング、つまり人格のバックアップを研究していたが、進行性の病気を患っており自身の死に合わせて研究データを処分した。
実際には研究を完成させており、自身のマトリクスを貼り付けたクローン再生設備とバックアップした記憶・人格を肉体にダウンロードできるシステムを構築して不死を得ていた。ロックとメイベルによってバックアップを破壊した上で殺害されたが、ネット内に残したバックアップを起動させて復活する。自身の不死に驕り、他者を扇動することに楽しみを見出した結果、無差別に若返りをすることを広め、溢れかえった働き手を持て余した辺境惑星に独立を蜂起させる。
超空間ベースで作動するネット内では電子使いすら上回る能力を発揮する。ロックのクローンまで作り出して利用するが、ロックによって全てのバックアップを起動させられ、本人も自覚していたエゴイズム故に、自分同士による壮絶な「潰し合い」の末に消滅した。
メイベル・シモンズ
「J・バトラー研究所」に勤務していた研究員。若返りの処置を受けたが不具合で植物状態となり、目覚めた時には85年が経過していた。
ウィルヘルム・グンナー
大学教授。中央と辺境の格差是正の一環として若返りの管理規制の解除を訴えていたが、ユウジに眼を付けられて運動の旗頭にされる。ユウジが復活のパフォーマンスで実権を握ると利用されていたことを悟り自ら身を引いたが、若返りを受けた物の働き口もなく、軍で消耗品扱いされた連中に襲われる。その中にはかつての恩師の姿もあった。改めて若返りのリスクを調べなおし、現時点では「4人に3人が失敗する」という事実を知り絶望するが、コレットの説得を受けて危険性を訴え綿密な術前検査を受けることを説く活動を始める。
コレット
マスター・ユウジの協力者の一人。元軍人らしく、連邦から危険視されたグンナーを救出した。ユウジの誘いには懐疑的だったが、若返りを受けた実父に引き合わされて協力していた。ユウジが実権を握るとグンナー同様に干されていたが、元々能動的な人間だったためか、グンナーに事態の終息を依頼する。
キリエ
連邦軍情報局大佐。
クローム
連邦軍情報局少尉。
ファハト、ピネラ・パネラ、ハーラン・ジャービス
連邦に所属する最強の電子使い3人。ファハトは多重人格者で「ティッピー」という女性人格が電子使いとしての能力を持っていたが、マスター・ユウジにネット内のアバターを破壊された影響でティッピーの人格ごと能力を喪失した。
ジェフ・ハヤタ
ロックが隠棲していた惑星で農業をしていた家の隣に住んでいた老人。孫がISCに勤務しており、その話が切っ掛けでロックが活動を始めた。マスター・ユウジが広めた若返りを受けるが「不適合」で死亡した。

##### 刻の子供達
レウリア・レイリア
人気女優。役作りも兼ねて23歳相当への「若返り」を受けるが、ハプニングで5歳児まで若返ってしまう。
デビッド・カレ
「町工場のおやじ」を自称する兵器デザイナーにしてウェポンクラフター。技術力が低下した新連邦時代において有数の技術者で判断力も高く、初対面でロックの正体に気付く。職業柄、敵も多く若返りを受けるのを狙って「年齢マイナス」になる工作をされるが、後述のマルスの組んだプログラムで5歳児となる。
モナハン、モンロー
「モナハン・アンド・モンロー」の名で売っているコメディアン。通販番組の司会やCM出演など、けっこう手広く活動しているが、年齢からくる活力不足を感じて若返りを受けた際に後述のマルスの組んだプログラムで5歳児となる。モナハンは子供たちのまとめ役に遣り甲斐を感じ始めて40年以上続いたモンローとのコンビ解消の危機に陥るが、事故で閉じ込められた子供たちを励ますためにやった芸で危機は回避される。
マルス・ララン
「屍衣のクロエ」の異名を持つプロの殺し屋。マルスはかつて組んでいた相棒の名で、相棒が死ぬ原因となったガーランドに近づくために若返り装置のプログラムをいじって5歳児となるようにした。自分が設定したデータを書き換えられた際に自動的に元のデータに復帰するよう組んでいたが、クリニック内で同時に処置を受けていた者も同じ設定になってしまった。
マーカス
レウリアのマネージャー。熱意はあるが、かなり抜けている。
ジョン・タガート、フレッド・ジロワ
カレの専属ボディーガード。旅客船ハイデリー号に乗り込む際に、タガートはカレのアイデアで「保育士」役を務めるが、意外と向いていると言われ、同乗した保育園の保母ノンナ・スミットといい雰囲気になる。
アレックス・ガーランド
ハイデリー号の親会社「ガーランド宙運」を含めた企業グループ会長で、惑星ひとつを所有する大富豪。かなりの高齢だが若返りの適性がなく、所有惑星ガーランド・シャイアの遊園地「ガーランドパレス」に子供を招待して触れ合うのを生き甲斐にしている。その反面、大人の場合自分の意に沿わない者にはまったく容赦がなく、その財産もかなりあくどい真似をして手に入れた物。
ムール博士
「王林（ワン・リン）遺伝子研究所」の所長。地球生物の「パンダ・リング（愛称・ぱんだリン）」の研究をしている。ぱんだリンの排出するガス（後述）によって被害が出たことの責任をとって辞任するが、ロックの弁護によってぱんだリンの研究自体は続行された。
ぱんだリン
王林研究所での研究の一環として開発された生物。かつて地球に存在したジャイアント・パンダ（大熊猫）のDNAから復元され、キャラクター商品も販売されている。研究所近辺に自生している笹以外のエサを食べると致死性のガス（おなら）を発生させる。笹を食べていてもかなり臭いおならをするが、後に解決した。また、ロックに指摘されるまで「大熊虎」と漢字が誤表記されていた。
作中で、ぱんだリンのおならを回収して詰めた非殺傷兵器をカレが開発し、「“へ”なげ弾」と命名している。

マディソン
非合法の何でも屋。依頼を受けてぱんだリンを盗むが、契約を反故にされたため自力で捌こうとする。
アンダリエル
カレの暗殺を目論む犯罪組織のボス。星間警察を騙って捕らえられた仲間と接触するが、無類の可愛い物好きが祟ってぱんだリンに夢中になってしまう。
ミハイル・フォン・バルギース
ガーランドパレス警備部長。「闇の侍祭」の二つ名をもつ。

##### ラフラール / 鏡の檻 / カオス・ブリンガー
テト・ジャバル
惑星フレンダールのウルズイ市で暮らす青年。フレンダールがかつてネオ・ラフノールと呼ばれていた時代から続くラフノール行者（ラフラール）の血筋だが、超能力を持たない。周囲からはバカにされ、時にはイジメを受けつつもバヤン師の下で「修行」を続けている。ラフノール原産の植物などを栽培している。
大学に進学してからは「惑星改造」に関する技術を専攻。未開拓惑星のデータから地道な解析作業を続け、ラフノールとほぼ同じ条件の惑星を発見する。発見した惑星はHDを使っても一年はかかる辺境だが、近辺に「ゲート」も置かず「流刑星」にするという建前で超能力者による自治を勝ち取る。
メルル・フレッチャー
テトと同じ学校「ダール学園」に通う少女。家族はごく普通の人間だが、幼いころから超能力の素養を持っていた。ある日超能力で事件を起こしたことを切っ掛けにバヤン師の下で修行することになる。妹を除く家族（特に父親）からの不理解に苦しんでいたが、バヤンからの指導とテトとの交流で自身の持つ「力」と向き合っていく。
ダルク・バヤン
テトの保護責任者で「おじ」に当たる人物。作中当時では珍しくなったフレンダール在住のラフノール司祭。テトたちが旅立って以降も教団の本部である「沈黙の神殿」があるフレンダールに残っていたが、ニュニュを引き取ったロックが居候することになる。
ゼクス・ロニ
ラフノール司祭。旧ラフノール崩壊からオルタートの反乱を経て作中で他の司祭たちの家系が12代（単純計算でも300年以上）も世代を重ねた時代でも生き続けている謎の多い人物。ステーション「吹きだまり」でクリエイターの後援などをしながら連邦内のあちこちに人脈を作っている。
連邦の有力者との取引で、調査されたものの利用されることなく凍結されていた「UEP（未開拓惑星）」データを手に入れる。
かつてはロックを尊敬していたが、現在は非常に嫌っている。不老の秘密はクローンによる代替わりで、記憶を操る超能力「夢使い」で自身の記憶を継承させている。このような形で自身の意思を存続させているのは後述のアルトベルクの血脈を見守るためである。だが、アルトベルク本人からは代を重ねるごとに肥大化する記憶をクローンが受け止め切れるのか危惧されている。その危惧は的中し、作中で代替わりした「12代目ゼクス・ロニ」は、吹きだまりに現れたロックの姿に我を忘れて大暴れし自身の恋人としていた女性を傷つけてしまった。
テリー・マイヨール・ハン
ラフノール司祭。離乳食からレーションまで扱う給食弁当屋「てりまよコーポレーション」のCEO。ラフノールを守るハン家の当主としてゼクスの動向やその真意を警戒している。
ゼクスに関しては顔を会わせる度に吐く毒舌に辟易していたが、自身の知るゼクスがもういないと知った時には残念がった。
サラ
吹きだまりにいるアーティストの1人。プリンセスと呼ばれていたが、代替わりしたゼクスからは「レディ」と呼び変えられて親しくされ却って不安に苛まれる。暴走したゼクスに傷けられ、生死不明。
ダグラス・ジェンキンス
連邦クリフトン大学に進学したテトのルームメイト。親の仕事もあって子供のころから多くの星々を渡り歩いていたが、訪れた星のほとんどは連邦の一部として環境整備された（悪く言えば変わり映えしない）場所だったことに失望気味だった。テトの「ラフノールを創る」という夢を聞き、いつかそれについての本を書きたいと考えている。
ジェフ・カセッティ
テトの同級生。一般人相手なら自慢出来る程度の超能力者。実兄がラフノールランドのアトラクションスタッフとして働いている。「力」を持つ者は特別だと考え、表向きはおとなしくしながら大人の目の届かないところでは好き勝手していた（調査報告を聞いたロニやハンからは「くそガキ」呼ばわりされていた）。自分同様に「力」を持つメルルがバヤンの下で修行すると聞いて、自分もやらせて欲しいと申し込んでくるが、真面目に修行する気は全くない。修行に失敗した後、なんとか大学を卒業。独立起業した兄に代わって父の会社を継ぐべく修業中。一人前の行者として認められる試練に失敗したことで一転して超能力を否定する立場に転向するが、それでも自身がエスパーであることを自慢している（つまり、否定しているのは「自分より強力なエスパー」だけ）など、あまり変わらなかったが、『鏡の檻』終盤、仕事先で医者になったメルルの妹に会った際には少々押しつけがましいが礼儀は守るようになっていた。
アルトベルク
帝国中期のラフノール司祭。直系ではないが、かつてラフノールを支配した王「グルンベルク」の血を引く。当時のラフラールの中では穏健派だったため、オルタートによって死人ゴケの生育する洞窟内に設置された「鏡」の中で眠らされた状態で閉じ込められていた。ロニ親子によって開放されてからはコルバ谷に追放された旧オルタート派と共に暮らしていたが、リシェールの襲撃によって瀕死の重傷を負う。損傷した臓器をクローンから移植することで回復。以後マトリクスを偽装することで正体を隠しながら司祭長を務めた。
ロックの存在に関しては正面からの否定はしないながらも世の中を作り繋げていくのは不老不死の超人ではなく、限りある寿命を持つ者だと考えている。また、その家系には数世代に一度「超能力を持たない人物」が生まれ、その次の世代はかなり強力なエスパーが生まれるらしい。
ラウル・ロニ
帝国中期のラフノール司祭。ゼクスの父親。ラフノール崩壊から長年教団からも離れて活動していたが、幽閉されていたアルトベルクを開放した。リシェールによってアルトベルクが傷ついた際にはマトリクスをコピーしてアルトベルクの姿で大暴れした。
ラムズ
帝国中期の科学者。クローニングを研究していたが、病気にかかった妻を救おうと帝国法に抵触する行いをしたことで逃亡。ラウルの手引きでネオ・ラフノールに移住し、その技術で開拓作業に協力する。
リシェール
帝国中期にラフノールに派遣された帝国監査官。帝国司法局に所属する皇帝肝入りの人材。事後処理が専門でアルトベルクを危険分子として処理しようとした。この時期から帝国皇帝の行動が変化しており、リシェール自身も皇帝に支えるために作られた人間。
デイモン・キャッシュ
本名は「デビット・キャッシュ」。引きこもりのネットゲーマー。ネットゲーム「UNITE」のトッププレイヤーチーム「へっぽこ」のリーダー。普段はカエル、ゲーム内ではネットから掘り出したロックの姿をアバターとして使用している。本来の仕事は対ESP兵器の技術者兼コレクター。フリールにスカウトされ、ターガス・インダストリーで新型の対ESP兵器「ディフェンダー」を開発する。更に超能力のエネルギーを蓄積する媒体「エセル（Esp CELLの略）」とそれによって一般人でも超能力を使用できる装備ライトガントレットを研究・開発している。
かなり深刻な病気を患っているが、入院治療をせずに医療マシンによる緩和処置に留めている。対ESP兵器の開発はしているが本人はエスパーを敵視している訳ではない（犯罪を犯すようなエスパーは別だが）。実験のために利用したセリムに謝罪し、彼を救い出そうと画策しフレンダールにいるバヤンに連絡を取ったが、ターガスの社長によって依頼された業者に鏡の檻に入れられそうなったところをロックに救出されたセリムに救出されている。救出したセリムの懇願もあって病気の治療を始める。
マルグリット・フリール
星間企業「ターガス・インダストリー」の専務取締役。新型対ESP兵器開発のスタッフとしてデイモンをスカウトした。そのためにプレイヤー・マーマとして「へっぽこ」に加入し、多くのイベントを共に潜り抜けて信頼を得るなど必要な努力は怠らない。自宅に設置されていたジャマーの不備からエスパーの強盗に両親を殺され自身も凌辱された過去があり、対ESP兵器の開発と普及に尋常ではない執着と情熱を持つ。
マイキー、ビーボタン
「へっぽこ」のメンバー。
マイキーはヒーラー役。実年齢は10歳で年齢を誤魔化してプレイしている。
ビーボタンはタンカー。ロボットの様なマスクのホロを使い、攻略時には全身戦闘ロボットの様な姿になる。
クリストフ・ゴトウ
連邦軍統合情報局大佐。テトたちが作ろうとしている「ラフノール」に関してロックに相談に来た。その流れでサンディーナや吹きだまりの摘発に関わり、ラフノールにも査察に入る予定。
オールドマン / セリム・ジャバル
ターガス・インダストリーの開発部が確保しているテスト用のエスパー。かなり高レベルだが、普段は仮想空間内で家族の幻と暮らしている。実はテトの父親でラフノールの司祭長。超能力を持たない子（テト）を産んだことを気に病んだ妻が物質分解機に飛び込んで自殺。自身も失踪して荒れた生活を繰り返した末に肉体を失い、ターガスが作った「鏡の檻」に入れられていた。
ネットを介してターガスに出入りしていたデイモンと接触し、交流する中でフレンダールに残した息子・テトが「ラフノールを創っている」と聞かされる。デイモンの連絡を受けたロックによって身体を再生され、デイモンを救出した後にフレンダールに帰還した。
サンドラ
姉と呼ぶ存在と共に、非合法活動を行う人間への依頼の斡旋や逃亡用のマトリクス貼り付けなどを行い、場合によっては処分やマインドコントロールを施した上での人身売買もやっている。とある場所にマインドコントロールしたエスパーを集めた町サンディーナを持っている。一度はロックを捕らえ、洗脳して闘技場送りにするが、自力で洗脳を解き舞い戻ったロックに敗れる。最後まで自分はおろか、町の住民すら殺さずにことを治めようとしたロックには反発していた。
ニュニュ
サンディーナで暮らす3歳の幼女。一度はロックが（織り込み済みだったが）敗れる切っ掛けになった。その後、サンディーナに舞い戻ったロックにサンドラが敗れたことでサンディーナは解放されるが、拉致されてきた他の住民とは違いニュニュ自身は「親に売られてきた」ため、帰る場所が無かった。未熟な高レベルエスパーということもあって放置する訳にも行かず、ロックと共にバヤン師の元で暮らすことになる。
『銀河の子』ではラフノールに向かうロックに同行している。以前は「しぇんしぇー（先生）」と呼んでいたロックを「さん付け」で呼んでいる。『カオス・ブリンガー』ではダール学園を卒業し、てりまよコーポレーションに就職した。若手の行者として多くの司祭から期待され、年配の司祭からは孫の様に可愛がられている。
ジェスター、ドーン
「吹きだまり」に間借りしているイベンター。
ジェスターはエスパーによる真剣勝負のプロデュースを進言し、鏡によって観客の安全を確保するコロシアムを設定する。
ドーンは出場するエスパーのコスチュームやリングネームを設定している。
ユーグ
ターガス・インダストリーの開発部に所属する社員。ホロでしか外に出ないデイモンに代わってエセルとライトガントレットのテストを行う。「光の剣を投げた最初の凡人」となったが、それによって改めてエスパーとの格差を痛感する。
反逆者ダンス、悪鬼ポンポン、守護者アックス
「吹きだまり」にて開催されたエスパー同士の闘技会「ロニ杯」に集められた選手。3人ともかつては組んで仕事をしていた知り合いだが、喧嘩別れして以降は別行動していた。
ダンスは分身によって幻惑して背後から仕留めるアサシンタイプ。ポンポンと同様に無力化されたのち連邦軍に「吹きだまり」の非合法営業に関する証言者として引き渡される。『カオス・ブリンガー』では放免されたのち、テンペスト・クランの依頼でラフノールに潜入するがアルスに導かれて人里に辿り着き、住人たちからは高レベルエスパーとして頼りにされ、うやむやの内に滞在期限を過ぎて残ることになる。
ポンポンは陽気で軽い性格だが、コピーした能力の陰にリングを仕込むなど技巧派。2回戦目でロックと当たり、一発で無力化させられたが逆に心酔してしまった。『カオス・ブリンガー』では放免されたのち、フレンダールを訪れて修行者となる。ニュニュからは「ポン兄」と呼ばれている。
アックスは強力なシールドを張ってガチの殴り合いをする肉体派。全身に張ったシールドを一か所に集中することで武器を作り出すこともできる。ダンスによると他の能力が使えない代わりにシールド能力を徹底的に鍛え、修行の名目で「光の剣」で撃たれたこともある。弟の仇を討つために仇であるタクマと初戦で当たるように手を回して闘技場にやってきた。ロックの幻覚によってロニ杯で優勝したことにされるが、納得がいかずゼクス・ロニと共に姿を消す。
アルス・ジャバル
テトの息子。イタチを操って合法・非合法問わず、ラフノールを訪れた者を選別している。

##### ドラゴンズブラッド
E・J・レモン
フリーランスの盗賊。ESPセンサーに反応せず、他のエスパーの感知能力にも引っ掛からない固有波長とマトリクス・コピー能力を持つエスパー。自身が手に入れた「ドラゴンズ・ブラッド」をフリージアに使う前に試す実験体となる。ESPが増大するが、一定レベルを超えたことで肉体が変容し「竜人」となる。『銀河の子』では里と対立する敵との戦いで傷つく。
ヒューガ・レニ
惑星ドレイクの浮遊都市ネグレスに本拠を置く秘密結社『テンペスト・クラン』の総帥。ラフノールの飛竜使いの末裔。娘の治療のために先祖の伝承にある飛竜の血を宿す「ドラゴンズ・ブラッド」を探していた。
フリージア・レニ
ヒューガの娘。超能力自体は父譲りの高レベルだが、かつての先祖が少ない遺伝子環境で行った近親交配の結果として生まれつきの虚弱体質で徹底した管理環境でなければ1日として生きられない。「ドラゴンズ・ブラッド」によって健康体となり、レモンとの間にリューグを儲けるがレモンと同様に竜人となったため、侍女に子を託す。『銀河の子』では、受精卵の段階で「ドラゴンズ・ブラッド」を与えられたため里に引き取られた子供たちを心から慈しんで育てている。
テッシオ、バーネット、パドマ、マキネン
クランのメンバー。
リューグ
レモンとフリージアの息子。竜人となってしまった両親の代わりになった侍女に育てられる。『銀河の子』では辺境に作られた竜人の里の若長となっていてロックのことを「おじさん」と呼んでいる。里と対立する敵から里を守るために竜人となる決心をした

## 地名・植民惑星名の一覧
地球
全ての人類の故郷。
長らく政治や文化の中心地だったが汎銀河戦争により荒廃し、最盛期の遺物は銀河帝国期にも僅かに残っていたものの、銀河帝国のネットワークからは外され、一介の田舎惑星同然になっていた。後に反帝国組織「SOE」の拠点が置かれ、帝国が崩壊し銀河連邦が再結成されると政治の中心地として復興したが、新連邦の時代には大部分の人間にとって「地球という存在」は学校の授業で聞いたか、昔話・伝説レベルの存在となっている。
ロンウォール
テラフォーミングなどの惑星改造が不要な、人類史上初の無改造植民惑星。インフィニット計画の総責任者ケント・ロンウォール博士から名づけられた。その後、地球政府の移民政策への反対から独立運動が勃発、初の独立惑星となる。
トア
ロンウォールと同様に即時移住が可能な惑星。植民初期には地球から持ち込んだ作物がなかなか育たなかったが、後のエピソードでは農業が盛んな星になった模様。
ディナール
植民惑星のひとつで、エスパー・レイザークが一晩にして「皇帝」として君臨し、地球に戦争を仕掛けた。
セレン
銀河中央に位置する惑星。利便性の高さから新連邦時代には連邦情報局の本部が置かれている。
ラフノール
植民船が遭難し辿り着いた惑星で、銀河連邦の支配がおよばない「アウター・プラネット」。植民初期、その厳しい生活環境に適応するために超能力開発が行われたことから、住民のほとんどがエスパーであった反面、機械文明はほぼ失われていた。汎銀河戦争冒頭で新兵器・ジオイド弾の実験台とされ破壊消滅。
ネオ・ラフノール → フレンダール
汎銀河戦争によりラフノールが失われた後、生き残ったラフノール人が新たに移住した、ラフノールに似た惑星。帝国中期に当時の司祭長・オルタートの起こした反乱の流れで星の名を改め「フレンダール」となる。
改名後は機械技術等も受け入れたためエスパーの数は減っているが、修行者は一部残っているほか、「ラフノールランド」という遊園地があり一部のアトラクションスタッフにはエスパーが採用されている。
ラフノール（新）
テト・ジャバルによって連邦のUEPデータから発見され、開発が始まった惑星。超能力者の星であったラフノールを再建することを目標としており、連邦に対しては流刑星とする形で自治とゲートの設置を拒むことに成功する。10数年後には「鏡」を利用した転送ネットワークを構築しているが、高レベルのエスパーが不足しており難航している。
ファーゴ
銀河コンピュータことライガー1が建設された惑星。後に銀河帝国の首都となる。銀河帝国の末期に破壊され消滅した。

## 用語集

### 超能力関連

#### 用語
エスパー
超能力を持つ者。通称「E」。いつころからその存在が公式に認められるようになったのかは明確に語られていないが、「炎の虎」事件のころにはエスパーの存在を前提として対ESP兵器の製造が開始されている。超能力を持たない者たちからは差別、迫害を受けることも少なくない。一方、軍や企業は彼らのことを有用な道具とみなし、その獲得に力を注いだ。「力」のレベルに関してはCマイナーからAプラスなどの6段階に区分され、特に強力な者は「クラスS」とされる。ロックは時代にもよるが、クラスS、もしくは番外という意味で「クラスL」と区分されたこともある。
訓練や心理的変化で力が上昇したり、新たな能力を獲得する者もいれば、ある特定の能力のみに特化した者もいる。
スキャナー
主に西暦の時代から宇宙暦の初期にかけて使用された、エスパーを意味する隠語。「壁の向こう側や人の心をスキャンする者」という意味が込められている。先進国では学校のテストなどに適性検査を紛れ込ませて発見した彼らを当時の各国情報機関は積極的に活用していたが、人間扱いされないことも多々あった。
ラフラール
惑星ラフノールに端を発する教団の修行者を示す呼称。超能力の訓練を中心に人生を通しての精神修養を旨とする。そのため、（建前ではあるが）修行そのものには超能力のあるなしは関係ない。一人前の修行者である「行者」になるには司祭による試練を受ける必要があり、これに合格して初めてラフラールと名乗ることが出来る。
マトリクス
身体の物理的構成のこと。本作では、他者のマトリクスに基づいて自らの体組織を変更し、完全な他人に「変身（マトリクスコピー）」できるエスパーが存在する。そうして「変身」したエスパーは、外見だけでなく指紋や網膜など（『ライザ（新版）』によれば脳以外）も完全に「変身後」の人物と同一になる。他者にマトリクスを貼りつけて変身させることも可能だが、潜入工作やアリバイ作りに使われることが多い。利用法の中でも一番ひどいのは「死亡偽装」で、他人に自分のマトリクスを貼りつけて殺したり殺した相手のマトリクスを使って行動するというもの。また、応用として遺伝子異常のある人間を治療するのに別人のマトリクスを張り付けたり、一部分だけ書き換える方法も存在する。
「変身」はあくまでも肉体的な変化だけであり、「変身」能力を真に使いこなすには能力以上にコピーした姿に合わせた服装を含む「身ごなし」やマナー、エチケットの習得が必須である。
脳は通常「変身」させず変身前のままだが、脳まで「変身」させることでマトリクスの人物が持つ超能力まで獲得できるとされる描写がある。ただし脳を変化させた影響からか、変身前の人格を保てなくなる様子。
初出はSG版『ニンバスと負の世界』のロック。「マトリクス」と言う用語は使われていないが、ロックが姿を変えた際に「体組織を変更して自在に姿を変えられる」と解説されている。
ドラゴンズブラッド
惑星ラフノールに存在した原住生物のひとつ「飛竜」のマトリクスを取り込んだ人間のマトリクス。マトリクスコピーによって取り入れると遺伝的な虚弱体質の改善やESPの増大といった効果がある。だが副作用としてESP使用が一定のレベルを越えると肉体が変容し飛竜の姿をもつ人「竜人」となる。
軍事利用を企んだ人物によって意図的にマトリクスを貼り付けられる事件が起こったりもしたが、理性的な竜人の夫婦によって連邦とも秘密裏に関係を結び、辺境にて小さな里を構えている。初出は『ドラゴンズブラッド』。

『生きている岩』
自ら能動的に動くことはないが、知性と超能力を持つとされる鉱物生命体。その超能力とは「第3波動」で一部のエスパーがテレパシーで干渉することで力を発揮するほか、帝国期にも極秘に研究され『時間庫』という未来に移動することで物品を保管する機材の中枢に使われる。
エスパーハンター
賞金稼ぎの中でもエスパーを専門に狩る者たち。犯罪者には低レベルのエスパーが多いのもあるが、中には軍情報部などから脱走した高レベルエスパーもいるため、腕利きが多い。
プリムラのようにノーマルな人間の場合、ESPジャマーや対エスパー兵器を用いるが、ハンター自身が高レベルエスパーであることもある。そういった者の場合、他者の超能力を封じたり混乱させる能力を持っていたりする。
初出は『凍てついた星座』。

#### 種類
ラーニング
超能力の技を見ただけ、体験しただけで学習する超能力。一見便利なようだが、使う者の能力次第で墓穴を掘ることもある。
治癒（メタボライザ）
代謝機能を制御して傷を癒す超能力。水分を大量に消費するらしく、能力使用中は体から目に見える程の湯気が立ち、作中では「シュウシュウ」とのオノマトペが付される。病気を治すことは出来ない。応用で前述の「マトリクスコピー」や後述の「若返り」などがある。
若返り
超能力でDNAの発現を操作して肉体年齢をコントロールする。初期にはエスパー自身にしか行使できず、他者に行うと成長障害を引き起こすこともあった。
帝国期には科学的技術でも行えるようになり資産家や権力者を中心に使われた模様。だが、けして不老不死になるわけではなく、脳皮質などは劣化して味覚や聴覚などの神経が摩耗していくなど限界があり、普通の人間なら精々2回（70から80代の人間が「50歳若返ると」しても、実年齢は200歳前後になる）、最大で5回（ここまでやると300歳を越える）が限度とされ、3回もやっていれば十分化け物扱いされる（帝国の大臣ブリアン・ド・ラージュは15回の若返りを行った）。この能力・技術を「逆」に使うことで老化（成長）の促進も可能。
新連邦時代にはかなり低コストで行うことが可能となったが、処置を受けることに対しての適合率が存在し、それが欠けていると処置中の死亡や処置後数年以内の突然死も起こりうるため、一般化する際には綿密な適合検査が義務付けられた。このことで体質的に若返りを受けられないという格差も発生している。
若返り技術の理論的な限界値は「5歳児相当」まで。
初出は『コズミック・ゲーム』のロック。
再生
ロックが行っている特殊な若返り。通常の若返り以外に定期的に赤ん坊にまで戻っているようで、その能力や知識を何らかの方法で体内で保存し、成長するとそれらが回復したり発現するようにしている。初期のエピソードでは記憶能力が不完全で、記憶が戻らずにそのまま成長したことによる若さが先に立つ失敗も多かった。この能力を使えるのは作中でロックのみで第2段階と同じく自身の意志では抑えられない「生理現象」のような物であり、ロックがある程度まで年齢を重ねると勝手に発動する。再生を止めることはロック自身にもできないが、逆に自分の意思で再生を行うことは可能である。
初出は『コズミック・ゲーム』。
記憶能力
ロックはメモリーキューブに収めるほどの膨大なデータを自分の脳内に記録できるが、一種の超能力と考えられる。
『ダークライオン』に登場したミレーヌ・ドノヴァンも「記憶能力」という超能力を持っているが、彼女の能力の詳細や両者が同一の能力かどうかは不明。
接触テレパス
テレパシーの一種。通常のテレパシーよりも正確に相手の情報や思考を読み取ることが可能だが、相手に触れなければ使えない。『凍てついた星座』に登場したエスパー・テニアンはより正確な記憶情報を読み取るため相手の意識が完全にない仮死状態にして読み取っていた。
サイコスピア（光の剣）
周囲の物理的エネルギー(多くは熱)を集め、収束させて作る光の槍、もしくは光る剣状の武器。エスパー本人の精神エネルギーだけではないので物理的破壊力が高いが、宇宙空間など周囲にエネルギーが少ないと作るのにより高度な能力が必要になる。投擲したり斬りつけたりして使用する。通常の超能力のバリアーなどはたやすく切り裂き、命中すると爆裂する演出も多く見られる。『魔女の世紀』では硬質化した剣のような形状をしていたが、以降は形を失い、光り輝く棒のようなものとして描写されるようになった。ロックが決め技として多用する。時代が下るに従って、多くの超能力者が使うようになるが、やはり簡単ではないらしく使えるエスパーは限定される。
初出は『炎の虎』のアマゾナ。
エネルギー吸収球（エネルギー吸収ボール）
テレポートの技術を応用し、空間をひねることで作り出す暗黒の球体。側にあるエネルギーを吸収してしまう。人間が接触すれば衝撃を受け、気絶することもある。空間に浮遊し、作ったエスパーが投げつけたりすることもできる。作り方さえ知っていればテレポートが可能なエスパーなら誰でも作れるとされ、ラフノールを惑星ごと隠蔽するのにも使われた。亜空間フィールドと原理が近いらしく、亜空間フィールドならエネルギー吸収球の効果を消すことができ、エネルギー吸収球の中和能力で亜空間フィールドの中和も可能。初期はロード・レオンとロックしか使えない技で、ロックがライオットの正体を見破ったのは彼がこの技を使ったため。時代が下るに従い、他の超能力者が使う場面も描かれるようになった。
初出は『ロード・レオン』のロード・レオン。
ラフノールの鏡
多次元空間結晶構造。超能力で作られる疑似物質で構成された一種のバリア。多くの場合、約2〜3メートル程度の大きさで外観は鏡に似ている。ロスト・プラネット ラフノールのエスパーがその精神体の保管に使っていたものだが、転じてバリア、宇宙船などとして使われるようになった。中は折り畳まれた別の空間となっていて見た目を上回る容積があり、空気も2-3人なら半年は持つ。ほぼ最高峰の強度を誇り、通常の物理攻撃や超能力攻撃では破壊できない。破壊手段としては特定の超能力（リング、重積ヴォーテックス、別のラフノールの鏡をぶつけることなど）や、兵器としてニケが挙げられる。通常は能力者のエネルギーも必要とするが、ある程度小さくするとそれ自体でほぼ永遠に存在できるようになる。その特徴から牢として使うことも可能だが、ロックは自作の鏡をミラへの結婚指輪として贈ったりもしている。牢とした場合、使い方を知らないエスパーが内側から破壊などによって、強引に出ようとすると鏡の一部となっている自身も殺してしまう。普通の旅客船で一週間はかかる行程を10時間足らずでクリアするなど、星間移動手段としては事故が起きやすいテレポートなどより優れているが、「探知されやすい・シールド効果が強すぎて外部の情報を掴み難い」という欠点がある。また鏡の出来映えで超能力者としての能力を推し量ることが出来る。
初出は『スター・ゲイザー』の植物状態となったフランシスたちで、この際は複数のエスパーが1つの鏡を作っているような描写になっている。『魔術師の鏡』以降は1人のエスパーでも作られるようになったが、両者の鏡にはその性質に若干の違いがあることが後に示された。
サイコシップ / サイコ・ポッド
精神宇宙船。超能力により作り出す繭のようなフィールドで、その中に乗って星間移動ができる。内部にはろくに空気もないため、エスパー以外の人間が利用することは出来ない。ラフノールの鏡を作り出せないエスパーが使うことが多い。
初出は『マインド・バスター』に登場するインナークロスのエスパー、メック。
電子使い
電子回路を操作する超能力もしくはそれを専門的に得意とするエスパーに対する呼称で、フリーマン家のように「家系的に受け継がれやすい」という特徴がある。
電子回路に侵入して、コンピュータなどを自在に操ることができる。ロックもある程度は可能だが、得意ではない。
初出は『魔術師の鏡』のリート・フリーマン。
ドリームマスター（夢使い）
現実以上に現実と思える幻覚を見せる超能力。自身の人生を追体験させ、その幻覚の中で殺害することもできる。鏡と同じくラフノールの技で、ゼクス・ロニは夢使いを応用した記憶移植とクローンを組み合わせ、事実上の不老不死を獲得している。
初出は『クロノスの罠』の老エスパー。
月光
中空に三つの月（満月、半月、三日月）を映し出し、そこから発せられる月光で「存在する可能性」を限りなく低くする。結果的に超能力が使用できなくなる場を作り出すが使い続けると超能力者自身の存在も消してしまう。
初出は『凍てついた星座』の月光のオリス。
第三波動
物理的エネルギーや通常の超能力とは異なる力。超空間の領域（ゲート）を作り出し、その内部の時間の流れをコントロールできる。「ゲートを作り出した時点から」という縛りはあるが、ゲート内の時間を早めつつ外部を観測した後に「巻き戻して」帰還するという一種の時間移動も可能。
初出はSG版『ニンバスと負の世界』。初出時には「プシ陰線」と呼ばれていたが、SG版『この宇宙に愛を』で「第三波動」と改称された。

#### 関連機器
E・デテクター、ESPセンサー
ESP検知器とも。超能力を使用した際に発せられる波長を検知し、おおよその強さを示す機械。設置型のジャマーなどはデテクターの反応に合わせて作動する仕組みになっている。
ESP波は個々人で違いがあって登録されていれば判別が可能。『凍てついた星座』などでは（たまたま採取できた）ロック個人の波を記録し居所を突き止めるという使い方をしていた。
ESPジャマー
対エスパー用の兵器。通称「ジャマー」。擬似ESP波によりエスパーの脳に働きかけ、強制的にESP因子を励起することで激痛を与える。効果範囲内ではほとんどのエスパーが行動不能になり、出力によっては失神や死に至ることもあるが、エスパーでない者には全く影響がない。初期には一定の波長しか発生できないものだったが、後に対象のエスパーに合わせ波長を変調するモジュレーションジャマー、更には複数の変調パターンを不規則に変えて対応しにくくしたランダム・モジュレーションジャマーへと発展した。携帯用のものから艦載用の大型機まで様々なタイプがあり、作品を通じて頻繁に登場する。対エスパー装備としては定番で、旧連邦時代には軍用兵器だったが、新連邦時代には一般家庭用になるほど社会に普及している。
訓練次第である程度までは耐えられるようになるが、エスパーにとって稼働中のジャマーのそばにいる時の感覚は、曰く「乗り物酔いと二日酔いを足して、2を掛けたような」感じらしい。帝国期にはジャマーを無効化する装置が開発されたこともあったが、公的にはロストテクノロジーとなっている。
針/プラグ
旧連邦期に開発された、エスパーを無力化するための小型の針状の装置。ESPセンサーと放電管を組み合わせたもので、エスパーの脳に打ち込んで使用する。針はエスパーが使う超能力を感知して脳に衝撃を走らせることで超能力の使用を封じ込める。このため、念話などごく低レベルの超能力以外は使えなくなってしまう。ロックは針を「騙して」自分の脳内から抜き取る技術を習得している。
帝国中期には超空間通信で銀河コンピュータとリンクさせ、人間を「端末化」する装置『プラグ』も開発された。初期のものは埋め込みにも激痛を伴うようだったが、後々になると打ち込まれたことにも気づけないレベルになった。
エスパーコントローラー
帝国初期に開発された機械。擬似ESP波を発信してエスパーの脳に働きかけ、睡眠中や衰弱しているような意識レベルの低い状態のエスパーに暗示をかけ、命令のままに操ることを可能にする。過度に使われるとエスパーに暗示が残ってしまう。ロックの活躍により全て破壊され、その技術理論も失われたが、時おり発掘されたデータを元に再現を試みる技術者・企業が現れる。
初出は『ムーン・ハンター』。
サイコ・スタッフ（サイコ・ピック）
帝国期に開発された、携帯可能な杖状の対エスパー兵器。エスパーとの格闘、接近戦に用いられる。3本以上を戦場となる地面に突き立てて使用し、突き立てられたサイコスタッフは、それらによって囲まれた空間内の攻撃対象となるエスパーの超能力を吸収して使用者に跳ね返す。
サイコパペット
帝国期に開発された、自立ロボット型の対エスパー兵器。単にパペットと呼ばれることもある。外見は様々だが、使われた超能力を吸収し増幅してエスパーに跳ね返す機能を持ち、それ自体も爪などで格闘攻撃ができる。原型はサイコ・スタッフをロボット（ドール）に組み込んだもの。初登場時には数mほどある箱型のロボットだったが、時代が下ると改良と小型化が進み、犬猫ほどのサイズにまでなっている。
ディフェンダー、エセル、ライトガントレット
ターガスインダストリーにおいてデイモン・キャッシュが開発した対ESP兵器のセット。元々ターガスで開発中だった「ラプターE」をデイモンが再設計した。バスケットボール大の球形をしており、一見するとどこが重要な部位かわからない様になっているほか、新型の反応炉で5割増しの出力と機能の強化を達成している。
それまでの対ESP兵器は対象エスパーの力を「撥ね返す」だけだったが、ディフェンダーは内蔵したエセル（「ESP Cell」の略称）によってエスパーの力を吸収し、力を蓄積したエセルを専用装備・ライトガントレットに装填することで「超能力のあるなし」に関わらず力を使用できる。量産する際の問題としてエセル内の貯蔵コア部分にロンジット鉱を使用することだったが、ターガスが自前のロンジット鉱山を手に入れたことで量産化に対してのGOサインが出た。
初出は『鏡の檻』
E・バスター
帝国後期に開発された帝国最強の対エスパー兵器で、発狂したエスパーの脳を巨大に増殖して宇宙船に組み込んだサイバー船。エスパーへの殺意のみ思考する巨大な脳から繰り出される強大なESP攻撃は、ロックのクローン、リュカーンすらいとも容易く殺す。ウーノットなるエスパーから採取、増殖した脳を利用しており、ロックはテレパスを用いて彼を狂気と殺意から解放することで無害化した。新連邦時代にはこの類のサイバー船は違法化されている。
パラ・サイコメイル
プリンス・オブ・ファントムが開発した対ESP用の鎧。外部からのエネルギー供給が必要であるがESPを無効化する機能があり、光の剣を防ぐような直接的なものばかりでなく、テレポートや治癒能力を阻害する、鏡を破壊するといったことも行なっている。
初出は『プリンス・オブ・ファントム』。
サイ・エクスパンダー
帝国末期に開発された、携帯用ESP増幅器。胸部プロテクターのような形状で、エスパーが装着して使用する。使用者のESPを強化する。後にリストバンドサイズまで小型化した物やヘッドセット・ゴーグル型。『風の抱擁』では「サイバー」技術で人体に埋め込むタイプも開発された。
初出は『ソリティア』。

### 兵器関連
ミサイル弾頭（A弾、G弾、D弾、P弾、M弾、N弾、X弾、ジオイド弾）
作中、艦船が使用するミサイル弾頭は英文字をつけて呼称される。これは旧連邦から新連邦まで、時代を通じて変わらない。
- A弾 - 反物質弾。物質・反物質反応による破壊を引き起こす。
- G弾 - 重力子弾。重力崩壊を引き起こす。
- D弾 - 重陽子弾。水爆。
- P弾 - 超弾道弾。短距離ハイパードライブで、シールドの内側などにA、G、D弾などを送り込むもの。
- M弾 - 精神を破壊する。
- X弾 - X線を照射し電子機器を破壊する。
- N弾 - 中性子爆弾で、帝国期の惑星浄化船ジェノサイドの主力兵器。
- ジオイド弾 - 亜空間フィールドジェネレータを搭載したP弾または亜空間フィールドで装甲されたP弾と言うべきもの（弾頭は主にA弾）で、惑星地殻内のジオイド層と呼ばれる部分まで到達した後爆発し地殻を破壊する。亜空間フィールドのために通常探査機器では一切感知出来ず、あたかもテレポートしたかのように到達し、たった1発で大陸破壊もしくは脆弱な地殻に命中した場合は惑星破壊の甚大な被害をもたらす、回避不可能の大量殺戮破壊兵器。Dr.ウォンが理論的に開発し、ライガー教授が大量に使用して汎銀河戦争を引き起こすきっかけになった。ラフノールはその実験台として最初の被害を受け破壊消滅。この時ロックは本弾の周囲の亜空間フィールドに気付く前にはテレポート転移処理を掛け回避しようとしていたが、近傍を通過した際実態に気付き断念した。なお、測量学上の「ジオイド」とは、地球の平均海水面と極めて良く一致する等重力ポテンシャル面のこと。

亜空間フィールドジェネレーター
Dr.ウォンが開発した力場発生装置で、亜空間フィールドという通常空間から切り離された空間を作り出す。これで包まれた宇宙船やミサイルなどは通常空間からの探査では感知すること、また、超能力によるテレポート転移およびそれによる衝突等の回避が不可能になる。ジオイド弾やミストラル（小型戦闘機）などに応用された。
初出は『スター・ゲイザー』。
ニケ
個人が遠隔操作するロボット兵器。旧連邦期に開発され、個人が操作できる兵器では最強とされる。ヘルメット状の操作端末と人間大の人型ロボット「ニケ」から成り、ニケは兵器を搭載しないが、強靭な耐久力と人間の反応速度を遥かに越えた速度での格闘・体当たり攻撃を行うことができる。ただしその速さがオペレーターの精神にも多大な負荷をかけるため、オペレーターは精神加速剤（一種の覚醒剤）を投与して運用する。そのため欠陥品と言われていたが、後に改良型が登場する。名称はギリシア神話の勝利の女神から。
外伝『プロトギア』では、歩兵用装甲装備・プロトギアとして開発され、神経接続システムを採用した「NIK」から無人化した形が構想されている。新連邦時代にはリモート操作と有人で動かすことが可能な「リモア」という機材も利用されている。
初出は『冬の惑星』。
地獄の降下兵（ヘルダイバー）
プロトギアを軽量化して飛行能力を持たせたもの。名前の通り空挺部隊の降下兵装備として使用された。初出は『冬の惑星』。
重歩兵装甲
プロトギアは開発時点で十分な装甲とパワーを備えていたため、そのまま一般兵用の装備としてデチューンしたもの。
暗黒騎士
重歩兵装甲を強化して作られた試作機で、スペックは従来機を遥かに上回るものだったが、操縦するためのデバイスが煩雑化し、解決策として神経接続による操縦システムを採用した。操縦者は機体と複雑に接続されているため、手順を踏まず強制的に接続を切るとひどい混乱状態に陥る。戦闘時には各種薬物が投与され、操縦者によっては暴走する。副次的にではあるが高度な生命維持システムを備える。「サイバー法」に抵触していたため、表向き開発が中止され表向きには機材・資料は全て破棄されたが、特殊装備を使う傭兵団として編成した「暗黒騎士団」によって運用された。初出は『炎の虎』だが、外伝『暗黒の騎士』において詳しい設定が明かされた。
ブラストキャノン
プリンス・オブ・ファントムが所有していた宇宙船型の巨大ブラスター。惑星を破壊するほどの出力を持つ。
初出は『プリンス・オブ・ファントム』。
装甲スーツ
バリアシステムとパワーアシスト機能を持つ個人用戦闘装備。「地獄の降下兵（ヘルダイバー）」の様に物理防御力の高い甲冑型から、平服の下に着こめる身体にフィットしたタイプまであり、重装甲型だと戦闘ロボットに近い。初出は『プリムラ』。
エネルギー吸収スーツ
重力波レベルまでのあらゆるエネルギーを吸収できる戦闘用スーツ。汎銀河戦争期にUAIが開発し、社長のオクタヴィアスが使用してロックと戦った。ミサイルの爆発すら吸収しており、吸収したエネルギーを放出することも可能。その応用か、ロックが創りだした虚像をかき消す、エネルギー吸収ボールを消滅させるといったことも行なっている。
非常に強力な装備だが、コストは高いようで装甲スーツほどには登場はしない。

### その他の科学技術
サイバー
人体の一部、ないしは脳以外のすべてを機械に置き換えた改造人間（いわゆるサイボーグ）で、常人をはるかに上回る身体能力を持たせることが可能。宇宙暦0140年代に、地球の科学者マチコ・グレース博士を中心に研究開発が進められたが、サイバーの多くが精神に異常をきたし反乱事件を引き起こした。結局この問題は解決されず、0149年（年表上の設定では0148年）にサイバーは全面禁止、機械的な医療技術処置は厳しく取り締まられることになったが、その技術は何らかの形で漏洩していたらしく、後に両腕両脚をサイバー化した海賊ロード・レオンが出現することになる。
初出は『ロード・レオン』だが、後発（時系列的には前）の作品『サイバー・ジェノサイド』において正式な設定ができた。
催眠クリスタル
片手で持てる程度の球状の機器（作品によって大きさが異なったり、透明の立方体に入っていたりする）で、使うと周囲に星の瞬きのような光が現れ、見ている者を催眠状態に誘導する。中身は発信機と発光チューブの入ったガラス玉で、周囲に現れる光が一定のパターンを繰り返している。
初出は『ロンウォールの嵐』 。
ハイパー・ドライブ
超空間航法。通称「HD」。宇宙船の装備で、いわゆる「ワープ」のこと。超空間へ入ることにより、光年単位の距離を数日で踏破できる。人類を地球以外の惑星に広めた発明であるが、後年には、HDの限界が銀河の「中央」と「辺境」の格差を生み出した。
通常は一度使用するとしばしのクーリングタイムが必要で、強引に連続して跳ぼうとするとHD中に実体化する「移遷崩壊」と呼ばれる事故を起こす危険性がある。
ゲート
移動できる距離・速度に限界があるHDを克服するため、第三波動を機械的に再現した「ゲートジェネレータ」で作り出した『銀河のハイウェイ』。HDより遥かに安全ではあるが、ゲートが設置された宙域で開発や流通が左右される問題は残った。
反応炉
本作品において宇宙船などの動力源に使用されている反物質ジェネレータ。大きさによって出力に上限があるが、小型化して子供の靴にも収まるサイズの「マイクロ反応炉」も存在する。
ロンジット鉱
反物質ジェネレータの炉内加工に使われる特殊素材。素材の一部に接触したフィールドを全体に伝播させるという性質を有し、これにより炉内をロンジット鉱でコーティングした上でフィールドを伝播させることで反物質やエネルギーを炉に接触させることなく安全に貯蓄・運搬することが可能になり、反物質反応炉やHDエンジンの実用化に繋がった。作中ではもっぱら高価なものの代表として登場し、鉱山の利権あらそいや、宇宙海賊の要求といった場面が描かれている。年表によれば西暦2384年に、彗星核より発見されたとのこと。
銀河コンピュータ
ライガー教授が開発した自律思考のスーパーコンピュータ「ライガー1」の通称。汎銀河戦争の後の世界の復興を視野に入れて作られたもので、当時はまだ辺境であった惑星ファーゴに設置された。ナガトの手に渡った後、銀河帝国の統治機構および情報インフラの中枢を担うことになる。しかしライガー自身の「人間という存在を全く信用していない」という思想を基礎とした思考から密かに長い年月をかけて徐々に帝国を乗っ取り始め、自らも拡張工事を繰り返して帝国主星ファーゴそのものにまで巨大化し、帝国時代の終盤では自ら皇帝カルダームIVとして全人類の統治を行おうとしていた。自分の代わりになるために作られた第2銀河コンピュータ「ドラム」のことを知っていながら「障害として自分（の改良発展）に必要な存在」として敢えて手を出さないなど、自分が完全に近づくためには手段を選ばなかったが、最後は天体サイズのドラムの体当たりを受けてファーゴごと崩壊した。なお、『フィナーレ』では「ライガー2」と呼ばれるサブシステムの存在が明かされているが、これが最終的にどうなったのかは不明。
クローン
本作においては「エスパーの細胞からしか作れない」という設定になっている。クローニングプログラムにはテロメアの消耗が4倍となる欠陥を持つため寿命は30年程度と短く、しかも超能力の使用は寿命を縮めることになる。このため、若返りやクローンとクローンを重ねるなどの延命処置があり、特に後者はかなりの効果を得られる。ヤマトは例外的にオメガによってDNAが加工されており、通常の寿命を持つ。
初出は『虚空の戦場』。
タンク
再生医療に使用する機材。どれほどの身体的欠損があっても生きている内にこの機材に入れることが出来れば治療可能。けが人以外にも胎児やクローンの育成にも用いられる。処置中の患者を守るために強力なシールドが施されており、通信波やテレパシーの類も完全に遮断する。
妊娠中にも休みを取れない（取らない）女性は胎児をタンクに預けておくことも多い。初出は『神童』の胎児保護施設だが、『ミラーリング』で“タンク”という呼称が用いられる。
代替視覚ゴーグル
視覚障害者の利用するデバイス。主に任務中の負傷で視力を損なった軍人などが使用しており、製造法も連邦の中央がほぼ独占し、一部の企業にライセンスによる生産を委託するなど一般向けではない。各種センサーも組み込まれており健常者より「よく見える部分」もある。
似たようなデバイスは多く登場しているが、視覚補助として説明されたのは『ソード・オブ・ネメシス』に登場したアイザック長官が最初。アイザックは「めがね」と呼んでいたが、『久遠の瞳』にて正式名が明らかとなる。

### 組織・団体
太陽系連合
西暦2260年に結成された。結成の経緯などは不明だが、人類はこの体制のもとで銀河系に進出していきロンウォールをはじめ、いくつかの植民惑星をもつにいたる。宇宙暦0100年には太陽系連合宇宙軍が創設されている。地球政府が中心となって殖民惑星を統括するような政体だったようだが、地球の移民政策に対する殖民惑星の不満の高まりも目立っていたらしく、年表によれば0163年にロンウォール、0166年にはセレンが連合から独立を果たしている。
銀河連邦
年表によれば、宇宙暦0210年にロンウォール政府により提唱され、0219年、太陽系と8つの恒星系により結成されたとのこと。以後、基本的にはすべての惑星が連邦に加わっていたものと思われる。汎銀河戦争により崩壊するが、0944年に地球を首都惑星として再結成された。各惑星は近隣同士で「星区（セクター）」という区分けがされ、司法や経済を共有している。しかし、それゆえに優秀な産品のない辺境は流通が貧弱となり衰退する傾向になっているほか、法律に関しても連邦・星区・各惑星と合法・非合法に差があって事件の規模によっては解決を早めるために司法取引も行われているという例もある。新連邦になってからは（改造含めて）居住可能な惑星が発見されてもコスト面から開発が見送られ、情報が死蔵されている面もある。
連邦軍は巨大な組織である常か「艦船に備え付けのコーヒーが不味い」「情報部員（エスパー）とは共に食事は摂らない」など、外部の人間には驚愕、ないし憤慨するような『伝統』がある。
超能力が発覚した場合、当事者は元の所属に関係なく情報部に異動となる。そのためか、情報部員にはモチベーションが低く「命令された以上の仕事はしない（できない）者」が少なくない。また、網膜などの取り除きにくいところにトレーサーが仕込まれ、所在や生死を監視されているパターンもある。
銀河帝国
汎銀河戦争の後に台頭した勢力。総人口は約65兆（カルダーム1世退位時）。母体となったのは、旧銀河連邦崩壊後に惑星ファーゴを中心に作られていた「星間共和国」で、宇宙暦0497年にナガトを初代皇帝として帝政に移行する。ライガー1こと、『銀河コンピュータ』の叡智を武器に、バラバラになった人類文明圏の再統一を目指して拡大を続けるが、次第に辺境惑星からの反発を買うようになり、0940年に崩壊する。
オーリック家
初期の帝国皇家のひとつで、初代皇帝ナガトの義弟ロドルフ・オーリックの血統。ナガトの血縁ではないため帝位継承順位は低かったが、オーリック家出身のカル・ダームI世が即位したことにより継承順位が逆転した様子。後にマイノック家と対立、和解して婚姻関係を結んだことにより皇家は統一された。
マイノック家
初期の帝国皇家のひとつで、初代皇帝ナガトの息子セテが婿入りしたマイノック家の血統。カル・ダームI世の即位により帝位継承順位は下がったようだが、ナガトの直系であるため、その後も帝国へ多大な影響を持ち続けた。後にオーリック家と対立、和解して婚姻関係を結んだことにより皇家は統一された。
SOE
正式名称「Song Of Earth（ソング・オブ・アース）」、和名「大地の歌」。反銀河帝国の組織として結成され、後の第2期銀河連邦の母体となる。結成から間もないころはロックが協力することが多かったが、やがて互いに距離を置くようになる。
ISC
「独立星間コマンド（Independent Space Command）」と呼ばれる準軍事組織。連邦軍や各惑星政府とは別系統で犯罪捜査や人命救助等を行う。エスパーで構成された乗組員による艦艇運用を行ったり、後年には特務部署とも言える「Σセクション」が設立された。
星間企業
文字通り、複数の惑星、または星区を跨いで運営されている企業体。人類が宇宙に広がり始めたころから設立されるようになり、大企業ともなれば国家に匹敵する資産規模となる。星を跨いで営業するという関係上、海賊や各種犯罪に対しても独自に自衛する権利を認められているが、そこから社の利益のために暴力に訴える企業も多い。

### その他
汎銀河戦争
0472年に勃発した大規模な戦争。ジオイド弾による甚大な被害（12の惑星が崩壊、死傷者の総数推定47億人）によって銀河連邦がその機能を失い、人類の移住した惑星の85%で動乱が起こったことに端を発する。軍需産業企業UAIの介入により事態の収束が大幅に遅れたが、銀河帝国の発足によって徐々に収まっていった。

## 関連作品
『ペアペアライサンダー』
作中、『超人ロック』と同じ世界と思われる設定が登場する聖悠紀のSF作品。ロンウォールが登場するが、『超人ロック』との直接的な物語の繋がりは無い設定。ということだったが、『ロックインザボックス』では平行宇宙の一つと言うことになっていた。
『スカイホークダンディ』
「ライザ」（新・旧とも）に登場する「ライトニング・ダンディ」とよく似たキャラクター「ダンディ」が活躍する聖悠紀のSF作品。ダンディらがディメンジョンクルーザー（次元移動装置）に乗せられた時、ロックらしき人物と邂逅しており、超能力を使うのを目撃して「人間が火花出してる！」と驚愕している。

『G・ZOO（ギャラクシー・ズー）へようこそ』
「超人ロックSpecial」に連載された佐々木淳子の漫画。本作のシェアード・ワールドで、ロックは名前のみ登場。銀河中の動物がいる動物園を舞台にした物語。
『黄金の戦士』
「黄昏の戦士」の元となった作品。
『超人ロック』でいうラフノールのような世界を舞台にした異世界ファンタジー。日本の平凡な男子高校生である「藤代春樹」が、異世界に連れ戻された義理の妹「なつみ」を捜すというヒロイック・ファンタジー。
『黄金の戦士の逆襲』
『スター・ウォーズ 帝国の逆襲』を元にした聖悠紀のパロディ漫画。『黄金の戦士』だけではなく、『スカイホークダンディ』『くるくるパッX』からもキャラが出演している。ロックは惑星バスボンの領主役として登場。
『くるくるパッXの復讐!』
『くるくるパッX』とクロスオーバーした番外編。パッXが複数登場し、ロックのクローン達と互いに巨大化して対峙する。ちょい役だが川口内人やサリア、セーベも出演している。タイトルは『スター・ウォーズ ジェダイの復讐』のパロディ。
そのほか
昭和に発表された宇宙SF漫画『ジャスティ』『スターシマック』『地球へ…』などに、ロック同様の逆立った髪型をした超能力者が現れることから、『マップス』『ももえサイズ』などのようにこれらの髪型が一種のギャグとして扱われることがある。

### カードゲーム
超人ロックゲーム Locke the superman（1984年 エポック社）
黒田幸弘デザインによるボードゲーム(カードゲーム)。映画公開にあわせて制作されたキャラクターゲームである。
プレイヤーは超人ロック世界のキャラクター（作者である聖悠紀も含む）のうちの1人を担当し、自分のキャラクターに割り当てられた独自の勝利目標を達成することがゲームの目的となる。勝利目標はキャラクターごとに異なり、その達成には他のキャラクター（を担当するプレイヤー）との協力が必要だったり、また逆に他のキャラクターを殺す必要があったりする。
そしてこのゲームのもっとも特徴的な部分が、開始時に表向きの顔を装うのが自由で、自分が何のキャラクターを担当しているのかを他のプレイヤーには公開しなくて良いというルールである。これはエスパーはマトリクスによる変身能力を使えるという設定からくるものであり、原作での変身能力による騙しあいを忠実に再現したものである。このルールにより、相手プレイヤーとの交渉や駆け引きが非常に高度なものとなり「相手がロックだと思って協力したら、正体がロードレオンだったために殺された」などという悲喜劇がドラマティックにかもしだされるようになっている。
プレイヤーが個別のキャラクターを担当する部分が強調されていることから、テーブルトークRPGや人狼ゲームに近いプレイ感覚を持つゲームでもある。戦闘が発生すると、既にキャラクターが死亡していても「実は生きていた」としてゲームに復帰出来る可能性があったり（他に「やっぱり死んでいた」「残留思念として、場の誰かを攻撃可能」の結果が出る場合もあるが、「実は生きていた」判定は戦闘が起こる度に何度でもチャレンジできるので、その結果が出ても戦闘がある限り、死亡したキャラが甦る可能性はゼロではない）、全く違う場所にいても「実はそこに居た」と駆け付けられる可能性があるルールなどは、後のシーン制のテーブルトークRPGに通じる部分がある。
また「オーディオルームに籠もって外からは攻撃不能」「麦の刈り取りで1ターン行動不能」など、聖悠紀ファンならば思わずにやりとさせられるユーモア溢れるイベントカードなども多い。
国際通信社より2018年にオリジナル版以後の原作登場キャラクターを新規追加しての新装版が、約30年ぶりに発売されている。

### パソコンゲーム
映画公開にあわせて『超人ロック魔女のミレニアム』MSX・X1・PC-8801用のゲームがポニー（現・ポニーキャニオン）より発売された。
カセットテープ方式でプログラムをロードするタイプ。内容は一部範囲しか見えない迷路を攻略するというもの。いわゆるキャラクター商品。